# 仮面ライダーエグゼイドの登場仮面ライダー
仮面ライダーエグゼイドの登場仮面ライダー（かめんライダーエグゼイドのとうじょうかめんライダー）では、テレビ朝日系特撮テレビドラマ『仮面ライダーエグゼイド』およびその関連作品に登場する「仮面ライダー」について記述する。

## 概要
本作品における仮面ライダーは、人間に感染するコンピュータウイルスバグスターを倒すため、ライダーガシャットと呼ばれる特殊なコンピュータゲームの力で変身して戦う者たちである。また、物語の進行とともにバグスター側にも変身能力を得るものが現れ、それぞれの思惑の下、戦いに身を投じることとなる。

## デザイン・造型
デザインモチーフは、コンピュータゲームのほか、エクストリームスポーツの要素も取り入れている。これは、「ゲーム」という要素だけでは共通イメージを見出すことが難しかったため、子供向けゲームやアニメの主人公に多く見られ、動きやすさや活発さの象徴となっている「半ズボン」をイメージしたことによる。「やんちゃPOP」をキーワードに、従来作では用いられていない派手な蛍光色を配し、ゲームキャラクターに良くあるアニメ的な「目玉」や「髪の毛」が造形されている。
各ライダーに共通の意匠として、胸にコントロールボタンと専用武器のアイコンが配されている。同じく胸には、命の重みを表現する手法としてライダーゲージが描かれており、これが0になったライダーは死亡すると設定されている。また、ボディには各キャラクターのコンセプトにあわせたラインが描かれている。
なお、ゲームと並ぶ作品のもうひとつのテーマである「医療」については、デザイン着手後に導入決定されたものであるため、造型には反映されていない。
レベル1に見られるSDキャラクターというコンセプトは、「ゲーム」のわかりやすい記号であるレベルアップをインパクトのあるものとして表現するために取り入れられたほか、過去のシリーズでも一度提案されたが見送られていたものでもあった。
レーザーを除く各ライダーレベル2のベーススーツは胸までの上半身とサロペット状のタイツで構成されており、アップ用でもジャンプなどのアクションが行えるほど可動域が広い。アップ用マスクは目の部分に電飾が仕込まれており、視界は透明樹脂で作られた目の間のパーツから確保している。
レベル1のスーツはアップ・アクション兼用の同型のものが2着用意され、各部を換装して各ライダーのレベル1としている。スーツアクターの藤田慧によると総重量は17キログラムになるという。
レベル3 - レベル5のスーツはレベル2のスーツにウレタン注型のパーツを装着している。装着前のパーツはゲーマと呼ばれる小型キャラクターの形状を取る。企画段階でのゲーマは『仮面ライダー電王』のイマジンのように言葉を喋るキャラクターとなる予定であったが、その要素は実作品には取り入れられなかった。

## 変身ベルト

### ゲーマドライバー
仮面ライダーの変身に用いられる変身ベルト。ネオンイエローとネオンピンクに彩られている。
普段はバックルの状態で携帯され、腰に当てることで自動的にベルトが伸長して装着される。左にあるドライバー中央寄りのガシャットスロットにライダーガシャットを挿入することで「レッツゲーム！メッチャゲーム！ムッチャゲーム！ワッチャネーム!? アイム ア カメンライダー！」]の音声と共に装着者をレベル1に変身させる。さらにアクチュエーションレバーを右に引くことで「レベルアップ！ ○○（使用するライダーガシャットの音声）！」の音声と共にガシャットの強化プログラムが実行されてレベル2に変身させ、中央のモニターハイフラッシュインジケータに各キャラクターの姿が浮かび上がる。また、レバーを戻すことでレベル1に戻ることもできる。
ライダーガシャット挿入の際には「ガシャット！」、レバーの開閉時には「ガッチャーン」という音声が鳴る。
左腰の2つのガシャットホルダーにライダーガシャットをセットしておくことができるほか、上部のスイッチを押下することで「ステージセレクト」という音声が流れ、ゲームエリアのステージを状況に応じて切り替えることができる。また、ホルダーの上にあるキメワザスロットにライダーガシャットを装填し、上部のボタンを押下すると必殺技を発動できる。
バグスターウイルスへの抗体を作るため体内に微量のウイルスを注入する手術を受けた適合者のみが使用可能であり、条件を満たしていない者が使用を試みると大きなダメージを負う。宝生永夢は適合手術を受けていないにもかかわらず仮面ライダーエグゼイドに変身でき、当初はその理由が謎だったが、バグスターであるパラドに感染してゲーム病を発症していたため適合者と同質の力を備えていたことが後に判明した。また、バグスターはゲーマドライバーを使用できないが、パラドは永夢からリプログラミングを受けた際に人間の遺伝子を獲得してドライバーを使用できる体となった。
小説『マイティノベルX』では幻夢コーポレーションの檀親子の他、国内最大手の医療機器メーカーメディックトリックに勤める宝生清長が開発に携わっていることが明かされ、2000年に黎斗がネットワークで発見したバグスターウイルスの出所を突き止めた正宗が清長に接触し、バグスターに対抗する医療機器という名目で共同開発した前代未聞のゲーム機であることが判明する。
テレビシリーズに登場したゲーマドライバーは全部で6つ。
1. 宝生永夢のドライバーは仮野明日那が運んできた物[18]。仮面ライダーゲンムの攻撃によって腐食して使用不能となったが、後に修復されて永夢の手に戻った[18]。
2. 鏡飛彩のドライバーは、アメリカから日本に帰国する際にすでに所持していた物[18]。
3. 花家大我は5年前に使用していたドライバーを没収されているため、新しいドライバーを檀黎斗から受け取った[18]。
4. 九条貴利矢のドライバーも黎斗から受け取った物で、彼が消滅する際、腐敗したドライバーの代わりとして永夢に託された[18]。
5. 黎斗は当初使用していたドライバーを消滅時にパラドに奪われた[18]。
6. 復活後の黎斗は、ポッピーピポパポがプロトマイティアクションXガシャットオリジンとともに発見したドライバーを使用している[18]。

- デザインモチーフは、BMXなどのスポーツギア[10]。実在のハードでは箱型のものが多く面白みに欠けるため、劇中世界独自のハードというコンセプトで創作された[10]。
- 各仮面ライダーで共用するため、撮影用プロップもアップ用と見た目の良いアクション用はプレートを差し替えて使い回している[1][11]。薄手の立ち回り用は各仮面ライダーごとに2本ずつ用意され、そのほかバイクアクション用のものもある[1]。

### バグルドライバー
仮面ライダーゲンムやグラファイトが使用する、紫と黒と赤に彩られたゲームパッド型武器ガシャコンバグヴァイザーは、バグスターバックルにセットすることで変身ベルトバグルドライバーとなる。仮面ライダーゲンム ゾンビゲーマーは、ゲーマドライバーではなくこちらを用いて変身する。上部にはガシャットを装填でき、A・Bボタンの操作によりキメワザなどを発動する。
- シリーズ前々作『仮面ライダードライブ』の人物であるチェイスは、当初敵として登場しながらも後に仮面ライダーとなる経歴の持ち主で、高い人気を誇っていた[19]。そこで本作品において「敵対から共闘へ」の流れを汲むキャラクターである仮面ライダーゲンムにも、何か商品的な面白い仕掛けを設けようという話になり、「順番に手に入れた別々のアイテムが合体してすごい物となる」という構想につながった[19]。玩具の商品展開は、まず初めに敵の武器としてガシャコンバグヴァイザーを発売し、後からガシャットとバグスターバックルのセットを売り出すという2段構えを取り、ゲンム / 黎斗の人気の高まりに応じてすぐさま店頭から姿を消した[20]。
- 大人気で欠品となったバグルドライバーは、配色を青緑に変更した新型のバグルドライバーII（ツヴァイ）として再デザインされた[21][22]。劇中では仮面ライダークロノスと仮面ライダーポッピーの変身ベルトとして扱われ、前バージョン同様にガシャコンバグヴァイザーII（ツヴァイ）をバグスターバックルII（ツヴァイ）に収めることで完成する[18]。また、ここでも黎斗人気は健在であり、システムボイスをすべて黎斗の音声に差し替えたうえディスプレイに彼の姿が浮かび上がる玩具ガシャコンバグヴァイザーII 新檀黎斗ver.が限定販売された[23]。

## 仮面ライダーエグゼイド
宝生永夢が変身する仮面ライダー。ジャンルはアクションゲーム。
決め台詞は「ノーコンティニューでクリアしてやるぜ！」。ガシャットを扱う際に息を吹きかけるが、この動作はエグゼイドを演じている高岩成二のアドリブである。
第22話でゲンムレベルXにゲーマドライバーを腐食させられて変身不能となるが、第23話からは貴利矢の形見であるドライバーを使用することで再び変身可能となった。その後第34話にて正宗の命を受けた飛彩によってドライバーを奪われるが、腐敗させた永夢のドライバーを黎斗が修理していたことで再度変身可能となった。
レベル
アクションゲーマー レベル1
ゲーマドライバーにマイティアクションXガシャットを装填して変身する形態。
バグスターユニオンから患者を分離する能力を備える。ガシャコンブレイカーハンマーモードを武器に、ジャンプ力を活かした素早い動きで戦う。
アクションゲーマー レベル2
レベル1の状態で体で大の字を作ってポーズを取り、「大変身！」の掛け声と共にドライバーのレバーを引いて変身する基本形態。
変身音声は「マイティジャンプ！マイティキック！マイティマイティアクションX!」。
ボディカラーはネオンピンク。最大の特徴である逆立った髪の毛はクールライドヘアーと呼ばれる。
ガシャコンブレイカーのブレードモードとハンマーモードを使い分け、アクロバティックを主体とした格闘戦を得意とする。
ロボットアクションゲーマー レベル3
レベル2の状態でゲーマドライバーのレバーを閉じ、ゲキトツロボッツガシャットを左のスロットに装填し、右腕を大きく回しながら「大・大・大変身！」の掛け声と共にレバーを引いて変身する形態。
変身音声は「ぶっ飛ばせ！突撃！ゲキトツパンチ！ゲキトツロボッツ！」。
ゲキトツロボッツガシャットから召喚されたロボットゲーマと合体した姿となる。左腕に装着された強化アームゲキトツスマッシャーはロケットパンチの要領で射出することも可能。
- 頭部のV字アンテナは、ロボットらしさと昭和仮面ライダーのアンテナをイメージしている。なお、合体前のロボットゲーマは赤い色とその体型からサルのように見えるが、特に意識したデザインではなく偶然である。両手をロボットにすると、ベルトの操作や武器を持つことができなくなるため、片手だけに集約された。
- 撮影用スーツはレベル2に追加パーツを装着した物だが、マスクのみ新規に造形された。ゲキトツスマッシャーの人差し指は開閉2種類のパーツを差し替えて物を掴む描写を表現している。

スポーツアクションゲーマー レベル3
シャカリキスポーツガシャットを左のスロットに装填して変身する形態。
変身音声は「シャカリキ！シャカリキ！シャカッとリキッと！シャカリキスポーツ！」。
シャカリキスポーツガシャットから召喚されたスポーツゲーマと合体した姿。両肩に装備されたトリックフライホイールは取り外し可能で、投擲して相手を攻撃する。
バーガーアクションゲーマー レベル4
レベル2の状態でゲーマドライバーのレバーを閉じ、ジュージューバーガーガシャットを左のスロットに装填し、右腕を大きく回しながら「大・大・大・大変身！」の掛け声と共にレバーを引いて変身する形態。
変身音声は「バ〜ガ〜！バ〜ガ〜！ジュージューバーガー！」。
ジュージューバーガーガシャットから召喚されたバーガーゲーマと合体した姿となる。頭部にはスケーターヘルメット型のクッキングヘッドアーマーを装着。ブーツに装備された高い機動力を持つインラインスケートDD（ダッシュ&デリバリー）インライナーを駆使して高速移動し、右腕のレッドチャップランチャーと左腕のイエロースタードランチャーでハンバーガーの食材を加工するビームを放つ。
- デザインは、他の形態が上半身のみのパワーアップであったため、その差別化のために足回りを強化するかたちとなった。また、バーガーゲーマのデザイン段階では変形ギミックは想定しておらず、食玩「装動 仮面ライダーエグゼイド」で立体化した際には独自のアレンジが加えられた。
- 撮影用スーツのインラインスケートは市販の物を塗装して使用している。高岩がインラインスケートなどの滑り物を苦手とするため、専門の人が主にスーツアクターを担当したと語っている。

ハンターアクションゲーマー レベル5
レベル2の状態でゲーマドライバーのレバーを閉じ、ドラゴナイトハンターZガシャットを左のスロットに装填し、右腕を大きく回しながら「大・大・大・大・大変身！」の掛け声と共にレバーを引いて変身する形態。
ドラゴナイトハンターZガシャットから召喚されたハンターゲーマのいずれかのパーツと合体することで以下の形態に変身する。
ハンターアクションゲーマー レベル5（ドラゴンファング）
ハンターゲーマの頭部・胸部・尻尾と合体した姿。他の仮面ライダーたちと協力プレイをするときの形態である。
変身音声は「ド・ド・ドラゴ！ナ・ナ・ナ・ナ〜イト！ドラ！ドラ！ドラゴナイトハンター！エグゼイド！」。
頭部のドラゴナイトファングからは炎を放出し、尻尾を伸ばして敵をなぎ払う。フルドラゴンに比べると軽装だが、仲間たちとガシャットを同時発動することにより発生するドラゴフォースリンクによって強化されるため、戦闘能力はフルドラゴン単体を上回る。
ハンターアクションゲーマー レベル5（フルドラゴン）
ハンターゲーマの全てのパーツと合体した姿。ドラゴナイトファングのほか、右腕にドラゴナイトブレード、左腕にドラゴナイトガン、両脚にドラゴナイトクローを装備する。
変身音声は「ド・ド・ドラゴ！ナ・ナ・ナ・ナ〜イト！ドラ！ドラ！ドラゴナイトハンターZ!」。
本来は4人プレイ用に開発されており、1人で使用するとコントロールが難しく、暴走する危険性を持つ。
- デザインは「着ぐるみを着た仮面ライダー」というイメージで描かれた。4人のライダーにアーマーを分割するという設定は、ゲームの「協力プレイ」をモチーフとしている。
- 撮影用スーツの手足のパーツは他の仮面ライダーも使用するため2組ずつ制作された。
- プロデューサーの大森敬仁は『仮面ライダー×スーパー戦隊 超スーパーヒーロー大戦』にて宇宙戦隊キュウレンジャーの巨大ロボと共演する場面で、ドラゴン型のハンターゲーマを巨大化させてゴジラのように見せたいというオファーを出したが、佛田洋に「何をどうしてもゴジラのようにはならない」と断られた。

スペック
| 名称                                                        | 身長     | 体重     | パンチ力                        | キック力 | ジャンプ力 （ひと跳び） | 走力 （100 m） | 初登場                   |
| ----------------------------------------------------------- | -------- | -------- | ------------------------------- | -------- | ----------------------- | -------------- | ------------------------ |
| アクションゲーマー レベル1                                  | 181.0 cm | 137.0 kg | 7.7 t                           | 11.5 t   | 30.5 m                  | 7.6秒          | 第1話                    |
| アクションゲーマー レベル2                                  | 205.0 cm | 97.0 kg  | 5.7 t                           | 10.2 t   | 43.1 m                  | 3.2秒          | - 劇場版ゴースト - 第1話 |
| ロボットアクションゲーマー レベル3                          | 205.0 cm | 118.2 kg | - 57.0 t - （強化アーム使用時） | 14.3 t   | 39.3 m                  | 4.0秒          | 第5話                    |
| スポーツアクションゲーマー レベル3                          | 205.0 cm | 104.4 kg | 10.3 t                          | 18.4 t   | 45.3 m                  | 3.0秒          | 第12話                   |
| バーガーアクションゲーマー レベル4                          | 216.8 cm | 103.7 kg | 17.7 t                          | 20.8 t   | 45.5 m                  | 2.9秒          | 第17話                   |
| - ハンターアクションゲーマー レベル5 - （ドラゴンファング） | 206.5 cm | 117.0 kg | 19.0 t                          | 25.0 t   | 49.0 m                  | 2.7秒          | 第10話                   |
| - ハンターアクションゲーマー レベル5 - （フルドラゴン）     | 206.5 cm | 157.0 kg | 18.2 t                          | 24.4 t   | 48.7 m                  | 2.8秒          | 第9話                    |
ツール
ガシャコンブレイカー
主にエグゼイド レベル1とレベル2が使用する武器。ピンクのAボタンを押すことでハンマーモードから剣型のブレードモードに変形し、緑のBボタンで攻撃が連打モードとなる。また、ガシャットスロットにガシャットを装填することでキメワザを放つ。
- ゲーム機のコントローラをイメージしてデザインされた。ガシャコンウェポン共通の意匠として、ゲームに出てくるようなエフェクトを再現したパーツがついている。ガシャコンブレイカーのエフェクトはピンク色だが、エグゼイドの髪の毛に似せたわけではない。
- 撮影用プロップは両形態共にアップ用・アクション用がある。

ハンマーモード
エグゼイド レベル1はこちらの形態を使用する。主役仮面ライダーの武器がハンマーというのは、『仮面ライダーキバ』の「ドッガハンマー」以来となる。ブレイブが剣を武器とするため差別化を図るために、こちらを基本的に使用するものとなった。エグゼイドのスーツアクターは、アクション用はすごく使いやすいが、アップ用はとんでもない重量だという。
ブレードモード
エグゼイド レベル2用としてデザインされたが、実際の劇中でのレベル2はハンマーモードと兼用していた。

必殺技
括弧内は使用レベルもしくはフォーム。
マイティクリティカルストライク（レベル1、レベル2）
キメワザスロットにマイティアクションXガシャットを装填することで発動する必殺キック。レベル1ではバグスターウイルスを患者から分離する効果がある。
マイティクリティカルフィニッシュ（レベル2）
ガシャコンブレイカーにマイティアクションXガシャットを装填することで発動する。モードによって技が以下のように異なる。
ハンマーモード
エネルギーを収束して空中に跳び上がり、急降下して頭上から相手に叩き付ける。
ブレードモード
刀身にエネルギーを収束し、頭上に構えたまま縦に高速回転して相手に突進し、鋭い斬撃を連続で喰らわせて相手を斬り裂く。
マイティタドルクリティカルフィニッシュ（レベル2）
マイティアクションXガシャットを装填したガシャコンブレイカーブレードモードとブレイブから奪ったタドルクエストガシャットを装填したガシャコンソード氷剣モードを使用して発動する。敵のところまで氷の道を作り、凍結させた相手を二刀流で斬り裂く。
爆走クリティカルフィニッシュ（レベル2）
ガシャコンブレイカーソードモードに爆走バイクガシャットを装填することで発動する。レーザーレベル2に搭乗したまま敵に連続切りを決める。
爆走クリティカルストライク（レベル2）
キメワザスロットに爆走バイクガシャットを装填することで発動する。レーザー レベル2と同型のマシンを呼び出して搭乗し、相手に体当たりする。
ガンバライジングクリティカルフィニッシュ（レベル2）
『仮面ライダーゲンム』で使用。ガシャコンブレイカーハンマーモードにガンバライジングガシャットを装填することで発動する。クウガからエグゼイドまでの平成ライダーの紋章が結集した火球を相手に叩き込む。
太鼓の達人クリティカルストライク（レベル2）
『仮面ライダーゲンム』で使用。太鼓の撥に響鬼の音撃の炎を集め、巨大な火球を響鬼に打ち返す。
ゲキトツクリティカルストライク（ロボットゲーマー レベル3）
キメワザスロットにゲキトツロボッツガシャットを装填することで発動する。ゲキトツスマッシャーを射出した後、相手に接近して再度パンチを放って追撃する。
『平成ジェネレーションズ』ではゲキトツスマッシャーを遠隔操作して連続で攻撃を加えた。
ジュージュークリティカルストライク（レベル4）
キメワザスロットにジュージューバーガーガシャットを装填することで発動する。バガモンバグスターから繰り出された具材を両腕のランチャーで加工し、皿の上でハンバーガーを作って相手に食べさせる。
ドラゴナイトクリティカルストライク（レベル5〈ドラゴンファング〉）
キメワザスロットにドラゴナイトハンターZガシャットを装填することで発動する。頭部のドラゴナイトファングから強力な炎を噴射する。

### ダブルアクションゲーマー
マイティブラザーズXXガシャットを使用して変身するエグゼイドの強化形態。永夢が子供のころに想像していたゲームヒーローのイメージが投影されている。
胸部のライダーゲージは3本に増強している。
- 主役であるエグゼイドは、強化形態においてもSDからリアル頭身になるルールを踏襲している[48]。2人に分裂するという設定は、初期レベルアップ案として提案されていたものが転用された[48]。ゲンムが元々、エグゼイドの2Pカラーとして制作されたものだが、「ブラザーズ」という名付けられたことからこの色となった[5]。

ダブルアクションゲーマー レベルX（）
ゲーマドライバーにマイティブラザーズXXガシャットを装填し、ドライバーのレバーを引いて変身する強化形態の第1段階。
変身音声は「マイティ！ブラザーズ！2人で1人！マイティ！ブラザーズ！2人でビクトリーX!」。
レベル1と同様の体形だが、頭髪が右はオレンジ色、左は青緑色のツートンライドヘアーに変化している。スーツに追加された新機能によってウイルスプログラムを検知・解析し、ワクチンプログラムを生成して仲間と共有できる。ゲンムレベルX（テン）と同等の戦闘力を持つ。

ダブルアクションゲーマー レベルXX（）
レベルXの状態でゲーマドライバーのレバーを一旦閉じ、両腕を大きく回しながら「だーい変身！」の掛け声と共に再びレバーを引いて変身する強化形態の第2段階。
変身音声は「俺がお前で！お前が俺で！ （We're!） マイティ！マイティ！ブラザーズ！ （Hey!） XX!」。
エグゼイドが一人一人レベルX相当の能力を持つ2人にダブルアップ（分裂）し、それぞれの肩にあるフェイスアンブレイカーをつなげてレベルXの顔を形作りながら登場する。決め台詞は「超強力（協力）プレイでクリアしてやるぜ！」。
- 撮影用スーツはアクション・アップ兼用の物が各1着ずつ制作された。

ダブルアクションゲーマー レベルXXR
オレンジ色を基調とした形態で、人格が天才ゲーマーMとなっている。
Mの精神はパラドの影響下にあるため、パラドに支配されてXXLと戦ったこともあったが、両者の和解後はパラド自身がXXRとなり、永夢のXXLと共闘した。パラド自身がXXRになっている場合はパラドクス レベル99に変身することが出来る。
ダブルアクションゲーマー レベルXXL
青緑を基調とした形態で、人格が永夢となっている。パラドと和解してからはMの精神はXXLの中に入っている。
チャーリーバグスターとの戦いでは、スポーツゲーマをBMXとしても使用している。

スペック
| 名称                               | 身長     | 体重     | パンチ力 | キック力 | ジャンプ力 （ひと跳び） | 走力 （100 m） | 初登場                |
| ---------------------------------- | -------- | -------- | -------- | -------- | ----------------------- | -------------- | --------------------- |
| ダブルアクションゲーマー レベルX   | 183.0 cm | 139.0 kg | 22.2 t   | 28.7 t   | 54.0 m                  | 2.2秒          | 第13話                |
| ダブルアクションゲーマー レベルXXR | 206.0 cm | 98.8 kg  | 32.3 t   | 40.6 t   | 66.6 m                  | 2.0秒          | - 冬の劇場版 - 第13話 |
| ダブルアクションゲーマー レベルXXL | 206.0 cm | 98.8 kg  | 32.3 t   | 40.6 t   | 66.6 m                  | 2.0秒          | - 冬の劇場版 - 第13話 |
ツール
ガシャコンキースラッシャー
ダブルアクションゲーマーが召喚するガシャコンウェポン。変形こそしないが、ボタン操作によって3つの機能に切り替えることができる複合武器となっている。レベルXXに強化後は2本に分裂する。側面中央には青・オレンジ色・黄色それぞれ3つずつ計9つのキーがあり、それを囲むように3つのエンターキーが備わっている。
ガシャットスロットは2本分の幅があり、マイティブラザーズXXガシャットを装填するほか、通常のガシャットを2本組み合わせて使うこともできる。
- 当初はゲーム機コントローラーの十字キーをデザインモチーフに想定していたが、同時期に放映していた『宇宙戦隊キュウレンジャー』のセイザブラスターのギミックが十字に動かすものであり、重複を回避するためパソコンのゲーミングキーボードのテンキーをモチーフとしたものとなった。エグゼイドの最強フォームであるムテキゲーマーに至るまで使い続ける「最終武器」として想定されているため、3機能を併せ持つ万能性が与えられた。

ブレードモード
BLADEと書かれた青いエンターキーを押すことで機能する剣。
アックスモード
AXEと書かれたオレンジ色のエンターキーを押すことで機能する斧。
ガンモード
GUNと書かれた黄色いエンターキーを押すことで機能する銃。

必殺技
マイティダブルクリティカルストライク（レベルX、レベルXX）
ゲーマドライバーのレバーを閉じて再度引くことで発動する連続キック。レベルXXの場合は2人が同時に放つ。
マイティブラザーズクリティカルフィニッシュ（レベルXX）
2本に分裂したガシャコンキースラッシャーブレードモードに、2人がそれぞれマイティブラザーズXXガシャットを装填することで発動する斬撃。
アクションロボッツクリティカルフィニッシュ（レベルXX）
ガシャコンキースラッシャーガンモードに、マイティアクションXガシャットとゲキトツロボッツガシャットを装填することで発動し、パンチ型の光弾を放つ。
マキシマムマイティクリティカルフィニッシュ（レベルXXL）
ガシャコンキースラッシャーガンモードに、マキシマムマイティXガシャットを装填することで、パラドをリプログラミングした。

### マキシマムゲーマー レベル99
「マックス大変身！」の掛け声と共にゲーマドライバーにマキシマムマイティXガシャットを装填してドライバーのレバーを引き、ガシャット上部のアーマライドスイッチを押し込んで変身する強化形態。
変身音声は「最大級のパワフルボディ！ダリラガーン！ダゴズバーン！マキシマムパワーX!」。
エグゼイド レベル2が、2メートルを越える巨大なマキシマムゲーマを強化アーマーとして装着した姿となり、胸には巨眼アイライトスキャナーが描かれている。
ガシャットにインストールされているリプログラミングシステムを使用して攻撃と同時にバグスターの体内データを書き換えることが可能。専用ウェポンは存在せず、レベルXXと同様にガシャコンキースラッシャーを武器として使用する。
また、エグゼイドは強化装甲スーツマイティパワードスーツから分離して、レベル99の状態を維持したままレベル2の姿で戦闘を行うこともできる。その間、マキシマムゲーマは自律的にエグゼイドを援護しながら戦闘を行う。
テレビシリーズに先駆けて、映画『超スーパーヒーロー大戦』に登場し、巨大化のエナジーアイテムの効果で『宇宙戦隊キュウレンジャー』のロボキュウレンオーと同等の大きさとなった。大森敬仁は作業が間に合わないことを見越して既存のハンターゲーマの巨大化を依頼していたが、むしろそちらのほうが実現しがたい内容であったため、スタッフ陣が大急ぎでスーツを仕上げたという。
- エグゼイドは最後までSD体型からリアル頭身への変身を貫いており、このマキシマムゲーマーは「ムテキゲーマーのレベル1」とも位置づけられている[34]。初期案ではレベル1がレベル1型の巨大メカに搭乗するというものもあったが[57]、SDキャラの要素のみという造形は不安を伴うものであったため、カッコよさを残そうとしてレベル2が顔をのぞかせている巨大アーマーへと変更された[58]。
- CGや合成による従来作の巨大キャラクターと異なり、マキシマムゲーマーはスーツによる表現を可能とした[55]。撮影用スーツは全長205センチメートルに及ぶ[8]。マスクはレベル2と共用している[8]。ゲーマドライバーは本体部分のみ共用のアクション用を使用し、ベルト部分はスーツと一体化している[8][59]。腕部はスーツアクターが腕部パーツを持って演じる通称グー手と、武器を握るためグローブにスーツアクターの手を入れる通称パー手の2種類があり、構造の都合から両者の長さは異なっている[8][55]。

必殺技
マキシマムクリティカルブレイク
ドライバーのレバーを閉じて再度引くことで発動する。空中に跳び上がり、右脚にエネルギーを収束して急降下しながら跳び蹴りを叩き込む。
マキシマムマイティクリティカルフィニッシュ
ガシャコンキースラッシャーにマキシマムマイティXガシャットを装填することで発動する。ガンモードとブレードモードで使用した。

### ムテキゲーマー
レベル99の状態でハイパームテキガシャットをマキシマムマイティXガシャットの横に連結させるように装填し、「ハイパー大変身！」の掛け声と共にガシャット上部のスイッチを押すことで前面の扉ガシャットエングレイブが開いて変身する最強形態。レベルは設定されていない。
変身時には両腕で「ム」を表した後にガシャットを装填し、パネル選択時には腕を天に掲げている。これはオープニング映像のラストにある、永夢の変身シーンからヒントを得た物である。
変身音声は「輝け！流星の如く！黄金の最強ゲーマー！ハイパームテキエグゼイド！」。
変身には永夢の中の天才ゲーマーMの力が必要であり、当初はパラドをリプログラミングした影響で永夢がMの力を失ったために変身できなかったが、その後パラドと取引して再び一体化し、Mの力を取り戻したことで変身が可能になった。
ムテキゲーマーの全身は金色に輝いており、ゲームの無敵状態を表すエフェクトをイメージした星が随所に造形されている。エグゼイドを象徴するパーツである髪の毛は、長いドレッドヘアー状のハイパーライドヘアーとなり、もはや無敵ゆえに表示されなくなったライダーゲージのギザギザした意匠が胸の代わりに盛り込まれている。
その隔絶した強さによって仮面ライダークロノスの時間停止能力ポーズを始めとした敵の特殊攻撃や特殊能力を無効化し、また時間を巻き戻すリセットにはエナジーアイテムセーブを作り出して対抗した。エナジーアイテムで最大強化された状態に匹敵するパワーとスピードで、ショートワープも可能。さらにハイパーライドヘアーを自在に操り、敵を捕らえて投げ飛ばすこともできる。武器は引き続きガシャコンキースラッシャーを使用する。
- 撮影用スーツはアップ用・アクション用が用意され、黒地部分は前面がラバーコーティング、背面がストレッチ素材となっている[64]。マスクはアップ用・アクション用共にFRP製[65]。髪パーツは前に垂らしている部分がムクであるのに対し、後ろになびく部分は中空で軽量化されているものの、演者の高岩成二によると「頭が後ろに持っていかれる」ほど重い[65]。アーマー部分もFRP製だが、鋭角部分はウレタン注型である[66]。デザイン段階では生のサラサラの毛を使う予定だったが、ドレッドヘアになり、輝く部分にクリアパーツが想定されていたが、合成が難しくなるため不採用となった[63][22]。

必殺技
ハイパークリティカルスパーキング
ハイパームテキガシャットのスイッチを2度押すことで発動する。キック技と、ガシャコンキースラッシャーブレードモードによる斬撃の2種類を披露した。
攻撃が命中した瞬間は何事も起きないかのように見えるが、時間差で攻撃エフェクトが連鎖的に発生し、「究極の一発！完全勝利！」の音声と共に蓄積されたダメージを一気に与える。
- 技の名前が「スパーキング」なのは、ガシャットの音声を担当したのが影山ヒロノブであるため。

マキシマムマイティクリティカルフィニッシュ
ガシャコンキースラッシャーにマキシマムマイティXガシャットを装填することで発動する。ガンモードからリプログラミングの光線を発射した。
ドクターマイティクリティカルフィニッシュ
ガシャコンキースラッシャーブレードモードにドクターマイティXXガシャットを装填することで発動する。刀身にエネルギーを収束して相手を斬り裂き、相手の体内にワクチンを流してウイルスを抑制させる。

### テレビシリーズ以外の作品に登場する仮面ライダーエグゼイド
ゴーストゲーマー レベル1・レベル2
『平成ジェネレーションズ』と『仮面ライダーゲンム』に登場。ゲーマドライバーにカイガンゴーストガシャットを装填し、ドライバーのレバーを引いて変身する形態。
詳細は仮面ライダー平成ジェネレーションズ Dr.パックマン対エグゼイド&ゴーストwithレジェンドライダー#仮面ライダーエグゼイド ゴーストゲーマーを参照。
ドライブゲーマー レベル2
『仮面ライダーゲンム』に登場。ゲーマドライバーにフルスロットルドライブガシャットを装填し、ドライバーのレバーを引いて変身する形態。
詳細は仮面ライダー平成ジェネレーションズ Dr.パックマン対エグゼイド&ゴーストwithレジェンドライダー#仮面ライダーエグゼイド ドライブゲーマー レベル2を参照。
鎧武ゲーマー レベル2
『仮面ライダーゲンム』に登場。ゲーマドライバーに刀剣伝ガイムガシャットを装填し、ドライバーのレバーを引いて変身する形態。
詳細は仮面ライダー平成ジェネレーションズ Dr.パックマン対エグゼイド&ゴーストwithレジェンドライダー#仮面ライダーエグゼイド 鎧武ゲーマー レベル2を参照。
パックアクションゲーマー
『仮面ライダーゲンム』に登場。レベル2の状態でゲーマドライバーのレバーを閉じ、パックアドベンチャーガシャットを左のスロットに装填し、「大変身！」の掛け声と共にレバーを引いて変身する形態。
詳細は仮面ライダー平成ジェネレーションズ Dr.パックマン対エグゼイド&ゴーストwithレジェンドライダー#仮面ライダーエグゼイド パックアクションゲーマーを参照。
バイクアクションゲーマー レベル0
『仮面ライダーレーザー』に登場。レベル2の状態でゲーマドライバーのレバーを閉じ、プロト爆走バイクガシャットコンビ復活ver.を左のスロットに装填し、「変身！」の掛け声と共にレバーを引いて変身する形態。
変身音声は「爆走！独走！激走！暴走！爆走バイク！」。
レベル3以降のレーザーのボディをアーマーとして身に纏った姿をしており、髪状のパーツが黄色、眼がピンクに変化している。レーザーレベル1と同様に両手のフロントアームドユニットとリアアームドユニットを武器とし、高速移動で敵を翻弄する。
必殺技は、エネルギーを充填したフロントアームドユニットとリアアームドユニットを投げ付けてから、右脚にエネルギーを収束して空中に跳び上がり、急降下しながら同時に跳び蹴りを叩き込むバクソウクリティカルストライク。
クリエイターゲーマー
『トゥルー・エンディング』に登場。ゲーマドライバーにマイティクリエイターVRXガシャットを装填し、ドライバーのレバーを引いて変身する形態。
詳細は劇場版 仮面ライダーエグゼイド トゥルー・エンディング#仮面ライダーエグゼイド クリエイターゲーマーを参照。
ダブルファイターゲーマー レベル39
『仮面ライダーパラドクス』に登場。パラドが永夢に憑依した状態でゲーマドライバーにノックアウトファイター2ガシャットを装填し、ドライバーのレバーを引いて変身する形態。
変身音声は「俺と僕の拳！友情の証！超キョウリョクプレイ！ノックアウトファイター2！」。
変身が完了すると体がパラドクスダブルノックアウトゲーマーレベル39と分離してこの形態に永夢の意識が宿る。ロボットアクションゲーマー レベル3に似た姿だが、スーツのラインはオレンジ色となり両腕にグローブを装着する。
必殺技は、両腕のグローブにエネルギーを纏わせて強烈なパンチを叩き込むクリティカルナックル。
ノベルゲーマー レベルX
小説『マイティノベルX』に登場。ゲーマドライバーにマイティノベルXガシャットを装填し、ドライバーのレバーを引いて変身する形態。
変身音声は「マイティノベル、俺の言う通り！マイティノベル、俺のストーリー、X！」。
外見は純白を基調にし、全身に黒いラインがデザインされたエグゼイドとされている。
ゲーマドライバーを媒介に本来、一切戦闘用の機能がプログラミングされていないマイティノベルXガシャットに永夢が自身の遺伝子とパラドのバグスターウイルスを結合させたデータを逆流させてレベルアップした新たなゲーマーで、永夢の未来を自由に決める能力を持ち、宣言したことを現実に反映させる。
必殺技は、対象を倒すと宣言してから放つ跳び蹴りノベルクリティカルデスティニー。これによりゲンム ゴッドマキシマムゲーマーを倒した。

## 仮面ライダーブレイブ
鏡飛彩が変身する仮面ライダー。ジャンルはロールプレイングゲーム。
初変身時は2人の女性看護師（みずきとさつき）が両脇に立ち、オペで執刀医にメスを手渡すようにゲーマドライバーを装着させガシャットを受け取って変身していたが、2度目以降は単独で変身している。
専用ウェポンガシャコンソードと盾リヴァーサルシールドを駆使して戦う。当初はゲームに疎かったが、次第にエナジーアイテムの使い方などを身につけていった。
決め台詞は戦闘開始時に発声する「これよりバグスター切除手術を開始する」。「俺に切れないものはない！」も口癖となっている。
- モチーフには子供にもわかるほど認知度が高く、かつデザインをイメージしやすいものとしてロールプレイングゲームが選ばれた[4]。頭部の青い部分は、髪の毛の要素である丁髷と西洋鎧のトサカや羽飾りをイメージしている[4]。

レベル
クエストゲーマー レベル1
ゲーマドライバーにタドルクエストガシャットを装填して変身する形態。飛彩はこの姿を「術式レベル1」と呼称していた。
ゲーム病患者とバグスターウイルスを分離する能力を備える。剣で戦うほか、全身に炎をまとって体当たりを仕掛けることが可能。
クエストゲーマー レベル2
レベル1の状態からオペ開始のポーズを取り、「術式レベル2」の掛け声と共にドライバーのレバーを引いて変身する基本形態。
変身音声は「タドルメグル！タドルメグル！タドルクエスト！」。
ビートクエストゲーマー レベル3
レベル2の状態でゲーマドライバーのレバーを閉じ、ドレミファビートガシャットを左のスロットに装填してから「術式レベル3」の掛け声と共にレバーを引いて変身する形態。
変身音声は「ド・ド・ドレミファ・ソ・ラ・シ・ド！OK! ドレミファビート！」。
ドレミファビートガシャットから召喚されたビートゲーマと合体した姿となる。右腕のターンテーブル型の攻撃装置ドレミファターンテーブルやラジカセやスピーカー型のパーツを装着し、頭部はDJ風インカムのついたキャップ状になっている。
飛彩自身はリズムゲームの知識を持たないが、心肺蘇生法の心臓マッサージの技術を応用することでこれを使いこなしている。
- 企画段階では、各ライダーのレベル3はレベル2と同系統のゲームをモチーフとすることが想定されていたが、ブレイブはRPGと同系統のゲームが発想できなかったため全く異なるジャンルのゲームがモチーフとなった。

ハンタークエストゲーマー レベル5
レベル2の状態でゲーマドライバーのレバーを閉じ、ドラゴナイトハンターZガシャットを左のスロットに装填してから「術式レベル5」の掛け声と共にレバーを引いて変身する形態。
ドラゴナイトハンターZガシャットから召喚されたハンターゲーマのいずれかのパーツと合体することで以下の形態に変身する。
ハンタークエストゲーマー レベル5（ドラゴンブレード）
ハンターゲーマの右腕・右脚と合体した姿。変身音声は「ド・ド・ドラゴ！ナ・ナ・ナ・ナ〜イト！ドラ！ドラ！ドラゴナイトハンター！ブレイブ！」。
右肩・右脚にアーマーが追加され、右腕に装着されたドラゴナイトブレードを使用して接近戦を仕掛ける。
ハンタークエストゲーマー レベル5（フルドラゴン）
ハンターゲーマの全てのパーツと合体した姿。変身音声は「ド・ド・ドラゴ！ナ・ナ・ナ・ナ〜イト！ドラ！ドラ！ドラゴナイトハンター！Z!」。
初変身でも暴走の兆候を見せることはなかった。仮面ライダースナイプがガシャットギアデュアルβを使用しているときは、この形態で戦うことが多かった。
- エグゼイドのフルドラゴンと異なり、頭部のドラゴナイトファングにフード状のパーツが追加されているため、撮影用マスクから耳パーツを削ることで装着している。

スペック
| 名称                                                      | 身長     | 体重     | パンチ力 | キック力 | ジャンプ力 （ひと跳び） | 走力 （100 m） | 初登場 |
| --------------------------------------------------------- | -------- | -------- | -------- | -------- | ----------------------- | -------------- | ------ |
| クエストゲーマー レベル1                                  | 181.0 cm | 139.5 kg | 7.7 t    | 11.5 t   | 30.5 m                  | 7.6秒          | 第2話  |
| クエストゲーマー レベル2                                  | 203.5 cm | 99.5 kg  | 7.5 t    | 13.5 t   | 32.7 m                  | 4.2秒          | 第1話  |
| ビートクエストゲーマー レベル3                            | 203.5 cm | 112.1 kg | 12.3 t   | 16.8 t   | 36.3 m                  | 3.8秒          | 第6話  |
| - ハンタークエストゲーマー レベル5 - （ドラゴンブレード） | 203.5 cm | 119.5 kg | 19.0 t   | 25.0 t   | 49.0 m                  | 2.7秒          | 第10話 |
| - ハンタークエストゲーマー レベル5 - （フルドラゴン）     | 206.5 cm | 157.0 kg | 18.2 t   | 24.4 t   | 48.7 m                  | 2.8秒          | 第21話 |

ツール
ガシャコンソード
タドルクエストガシャット専用の長剣型ガシャコンウェポン。飛彩曰く「手術用メス」。タドルクエストのゲームエリア内に突き刺さっていた勇者の剣をブレイブが引き抜いたことで変化した。
鍔部分アタックラッシュパッドのAボタンを押すことで、炎剣モードの刀身が反転して氷剣モードに切り替わる。またBボタンを押すことで3段階に魔法剣の効果が高まっていくが、これはレベルによって強くなっていくゲームの魔法を意識したもの。
- アップ用プロップには変形ギミックが仕込まれており、撮影時はピンで固定している。

炎剣モード
炎属性フレイムエリミネーターの刀身で敵を焼き切る。順手持ちで使用する。
氷剣モード
氷属性ブリザードエリミネーターの刀身から冷気を放ち、剣を振るうと氷の結晶が舞う。逆手持ちで使用する。
剣
初期装備。対仮面ライダーゲンム戦で折られた。
リヴァーサルシールド
小型の盾。レベル1では左手に持ち、レベル2では左腕に一体化している。

必殺技
括弧内は使用レベル。
タドルクリティカルストライク（レベル1、レベル2）
キメワザスロットにタドルクエストガシャットを装填することで発動するキック技。腕を組んだ独特の体勢で放たれる。
レベル2は『仮面ライダーエグゼイド【裏技】ヴァーチャルオペレーションズ』で使用。
タドルクリティカルフィニッシュ（レベル2）
ガシャコンソードにタドルクエストガシャットを装填することで発動する。
炎剣モードでは敵を横一文字に切る。氷剣モードでは地面を凍らせて滑りながら切りつける。
ドレミファクリティカルフィニッシュ（レベル2、レベル3）
ガシャコンソードにドレミファビートガシャットを装填することで発動する。
レベル2では剣型のエネルギーを上空から広範囲に降らせる。レベル3では刀身に音のエネルギーを収束して連続で相手を斬り裂く。
ドレミファクリティカルストライク（レベル3）
キメワザスロットにドレミファビートガシャットを装填することで発動する。左肩から音波攻撃を放つ。『平成ジェネレーションズ』で使用。
ドラゴナイトクリティカルストライク（レベル5）
キメワザスロットにドラゴナイトハンターZガシャットを装填することで発動する。
ドラゴナイトブレードで斬る技や、キック技がある。

### ファンタジーゲーマー レベル50
「術式レベル50」の掛け声と共にガシャットギアデュアルβのダイヤルを左に回してタドルファンタジーを選択し、ゲーマドライバーに装填してレバーを引いて変身する強化形態。
変身音声は「タドルメグルRPG! タドルファンタジー！」。
レベル2をベースにタドルファンタジーから召喚されたファンタジーゲーマと合体した姿となり、頭部に魔王をイメージした兜、背部にマントを装着している。
暗黒波動や悪霊、念動力や瞬間移動などの魔法を操り、バグスターウイルスを多数召喚して使役する。マントをドリル状に変化させて攻撃することも可能。武器はガシャコンソードを使用する。
強力な反面、変身者への負担も大きく、ファンタジーゲーマに意識を乗っ取られる可能性がある。
- ブレイブが悪の側につくという予定から魔王をモチーフとしているが、子供を怖がらせないように初期案よりも恐ろしさが控えめなデザインに仕上げられている[57]。

必殺技
タドルクリティカルスラッシュ
ドライバーのレバーを閉じて再度引くことで発動する。
キック技や、相手を竜巻で捕らえてガシャコンソードで斬りつけたり、斬撃を飛ばす技がある。

### レガシーゲーマー レベル100
「術式レベル100」の掛け声と共にゲーマドライバーにタドルレガシーガシャットを装填し、レバーを引いて変身する最強形態。
変身音声は「辿る歴史！目覚める騎士！タドルレガシー！」。
タドルレガシーガシャットから召喚されたレガシーゲーマと合体した姿で、シルエットはレベル50に似ているが、白を基調とする勇者をイメージした兜とマントを装着している。
チーム医療で真価を発揮し、仲間のダメージに比例して戦闘力が上昇する。また、背部のサンクチュアリマントには自身や味方のライダーゲージを回復させる能力がある。専用ウェポンは存在せず、従来の形態と同様にガシャコンソードを使用する。
変身には「覚悟」が必要で、精神が不安定な状態ではガシャットを起動できない。初使用時は飛彩に迷いがあったために変身できなかったが、その後のパラドクスとの戦闘にて飛彩が覚悟を決めたことで変身が可能となった。
- この形態は『超スーパーヒーロー大戦』に登場した仮面ライダートゥルーブレイブをテレビシリーズ仕様にした物で[85]、配色が異なることや腰を囲むローブや前垂れが存在しないなどの相違点がある[66][84]。大理石風の意匠はトゥルーブレイブから受け継がれている[84]。

必殺技
タドルクリティカルストライク
キメワザスロットにタドルレガシーガシャットを装填して発動する。
キック技や、ガシャコンソードから剣型のエネルギー光線を放射する技がある。
タドルクリティカルフィニッシュ
ガシャコンソードにタドルレガシーガシャットを装填して発動する。
炎剣モードでは火球を、氷剣モードでは氷の弾を放つ。

### テレビシリーズ以外の作品に登場する仮面ライダーブレイブ
サファリクエストゲーマー レベル4
『仮面ライダーブレイブ』に登場。ゲーマドライバーにタドルクエストガシャットとナイトオブサファリガシャットを装填し、「術式レベル4」の掛け声と共にレバーを引いて変身する形態。
変身音声は「ライオン・シマウマ・キリン！真夜中のジャングル！ナイトオブサファリ！」。
ナイトオブサファリガシャットから召喚されたゲーマと合体した姿となり、頭部が豹を模し、各部の色も豹柄になっている。武器は左腕のサファリナイトガンと右腕のサファリナイトブレード。
必殺技はキメワザスロットにナイトオブサファリガシャットを装填することで発動するナイトオブクリティカルストライク。右足にエネルギーを収束し、空中に跳び上がって急降下しながら跳び蹴りを叩き込む。
- 撮影用スーツはハンターアクションゲーマー（フルドラゴン）を一時改造・色替えしたもので、背部にあったエグゼイド レベル1の顔を隠すための背面パーツが新規に造形された。豹の頭部も新造だが、顎パーツは流用である。後に元に戻されている。

ファミスタクエストゲーマー
『仮面ライダーゲンム』に登場。レベル2の状態でゲーマドライバーのレバーを閉じ、ファミスタガシャットを左のスロットに装填してレバーを引いて変身する形態。詳細は仮面ライダー平成ジェネレーションズ Dr.パックマン対エグゼイド&ゴーストwithレジェンドライダー#仮面ライダーブレイブ ファミスタクエストゲーマーを参照。
ギャラクシアンクエストゲーマー
『超スーパーヒーロー大戦』に登場。レベル2の状態でゲーマドライバーのレバーを閉じ、ギャラクシアンガシャットを左のスロットに装填してレバーを引いて変身する形態。詳細は仮面ライダー×スーパー戦隊 超スーパーヒーロー大戦#仮面ライダーブレイブ ギャラクシアンクエストゲーマーを参照。
仮面ライダートゥルーブレイブ
『超スーパーヒーロー大戦』に登場。ゲームの世界の飛彩が変身する、もう一人のブレイブ。詳細は仮面ライダー×スーパー戦隊 超スーパーヒーロー大戦#仮面ライダートゥルーブレイブを参照。

## 仮面ライダースナイプ
花家大我が変身する仮面ライダー。ジャンルはガンシューティングゲーム。
頭部には「STG」の印があり、右目は前髪を模したヒットライドヘアーで隠れている。レベル2では、シューティングゲームのグリッド風の六角形の模様があるマントで右肩を覆っており、ボディには動物の柄のようにも見える有機的なラインが走る。
決め台詞は戦闘開始時に発声する「ミッション開始！」。
当初は飛彩との仲が険悪だったこともあり、バグスターよりも仮面ライダーブレイブと交戦することが多かった。しかし戦いを重ねていくうち、次第に仲間たちと連携していくようになった。
- モチーフには子供にもわかるほど認知度が高く、かつデザインをイメージしやすいものとしてシューティングゲームが選ばれた[4]。頭部は空軍パイロットのヘルメットをイメージしている[4]。エグゼイドやブレイブと差別化するため、髪の毛の要素は前髪のみに抑えられ、マントを装備させることでシルエットも変化させている[4]。
- マントが派手な黄色なのは軍隊らしさが強くなりすぎないように配慮した結果である[81]。しかし全身の配色が独特なものとなったため、合成用の背景にブルーバックもグリーンバックも使えず、新たにピンクバックが導入されることとなった[95]。

レベル
シューティングゲーマー レベル1
ゲーマドライバーにバンバンシューティングガシャットを装填して変身する形態。
巨大な弾丸のようなエネルギー体になって体当たりを仕掛け、バグスターユニオンから患者を分離させる。
シューティングゲーマー レベル2
レベル1の状態で「第弐戦術」の掛け声と共にドライバーのレバーを引いて変身する形態。
変身音声は「ババンバン！バンババン！バンバンシューティング！」。
コンバットシューティングゲーマー レベル3
レベル2の状態でゲーマドライバーのレバーを閉じ、ジェットコンバットガシャットを左のスロットに装填してから「第参戦術」の掛け声と共にレバーを引いて変身する形態。
変身音声は「ジェット！ジェット！イン・ザ・スカイ！ジェット！ジェット！ジェットコンバット！」。
ジェットコンバットガシャットから召喚されたコンバットゲーマと合体した姿となり、ヒットライドヘアーが上部に展開して新たにバイザーが装着される。
背部に装着されたエアフォースウィンガーによって空中を飛行することが可能で、腰の左右にあるガトリングコンバットによって炸裂光弾を高速連射し、高い火力を誇る。
- 合体前のコンバットゲーマの顔は、航空機のノーズアートのシャークマウスをイメージしている。FPSの陸上シューティングゲームとして考えられていたスナイプであったため、戦闘機が登場する空中シューティングの組み合わせとなった。

ハンターシューティングゲーマー レベル5
レベル2の状態でゲーマドライバーのレバーを閉じ、ドラゴナイトハンターZガシャットを左のスロットに装填してから「第伍戦術」の掛け声と共にレバーを引いて変身する形態。
ドラゴナイトハンターZガシャットから召喚されたハンターゲーマのいずれかのパーツと合体することで以下の形態に変身する。
ハンターシューティングゲーマー レベル5（ドラゴンガン）
ハンターゲーマの左腕・左脚と合体した姿。変身音声は「ド・ド・ドラゴ！ナ・ナ・ナ・ナ〜イト！ドラ！ドラ！ドラゴナイトハンター！スナイプ！」。
左肩・左脚にアーマーが追加され、左腕に装着されたドラゴナイトガンを使用して射撃戦を仕掛ける。
ハンターシューティングゲーマー レベル5（フルドラゴン）
ハンターゲーマの全てのパーツと合体した姿。変身音声は「ド・ド・ドラゴ！ナ・ナ・ナ・ナ〜イト！ドラ！ドラ！ドラゴナイトハンター！Z!」。
多くの戦闘経験を積んできた大我はフルドラゴンの力を制御することができ、暴走することはなかった。
- ブレイブ同様、撮影用マスクの両側を削っている。

スペック
| 名称                                                        | 身長     | 体重     | パンチ力 | キック力 | ジャンプ力 （ひと跳び） | 走力 （100 m） | 初登場 |
| ----------------------------------------------------------- | -------- | -------- | -------- | -------- | ----------------------- | -------------- | ------ |
| シューティングゲーマー レベル1                              | 178.0 cm | 138.5 kg | 7.7 t    | 11.5 t   | 30.5 m                  | 7.6秒          | 第3話  |
| シューティングゲーマー レベル2                              | 199.5 cm | 98.5 kg  | 6.6 t    | 13.5 t   | 37.9 m                  | 3.7秒          | 第1話  |
| コンバットシューティングゲーマー レベル3                    | 201.5 cm | 126.0 kg | 14.0 t   | 15.4 t   | 46.0 m                  | 4.0秒          | 第8話  |
| - ハンターシューティングゲーマー レベル5 - （ドラゴンガン） | 199.5 cm | 118.5 kg | 19.0 t   | 25.0 t   | 49.0 m                  | 2.7秒          | 第10話 |
| - ハンターシューティングゲーマー レベル5 - （フルドラゴン） | 206.5 cm | 157.0 kg | 18.2 t   | 24.4 t   | 48.7 m                  | 2.8秒          | 第16話 |
ツール
ガシャコンマグナム
バンバンシューティングガシャット専用のハンドガン型のガシャコンウェポン。通常はハンドガンモードをメインに使用し、Aボタンを押すことで砲身が展開してライフルモードに変形する。
- アップ用プロップには変形ギミックが仕込まれており、撮影時はピンで固定している。

ハンドガンモード
短距離射撃用形態。Bボタンを押すことで高速連射が可能になる。レベル1とレベル2の双方で使用した。
ライフルモード
長距離射撃用形態。Bボタンを押すことで複数の敵を同時に捕捉できる。レベル2で使用した。

必殺技
括弧内は使用レベル。
バンバンクリティカルストライク（レベル1、レベル2）
キメワザスロットにバンバンシューティングガシャットを装填することで発動する。右脚にエネルギーを収束して空中に跳び上がり、急降下しながら跳び蹴りを叩き込む。
レベル2は『ヴァーチャルオペレーションズ』で使用。
バンバンクリティカルフィニッシュ（レベル2）
ガシャコンマグナムにガシャットを装填することで発動する。使用するガシャットによって技が以下のように異なる。
バンバンシューティングガシャット
ライフルモードからフルチャージのエネルギー弾を発射して敵を狙い撃つ。
バンバンタンクガシャット
『仮面ライダースナイプ』、『ゲンムVSレーザー』で使用。背後に出現した巨大な戦車のエネルギー体と共に砲撃を放つ。
ジェットクリティカルフィニッシュ（レベル2、レベル3）
ガシャコンマグナムにジェットコンバットガシャットを装填して発動する。
レベル2ではハンドガンモードから小型ミサイルを一斉に発射する。レベル3ではライフルモードから強力なビームを発射する。
ジェットクリティカルストライク（レベル3）
キメワザスロットにジェットコンバットガシャットを装填して発動する。2挺のガトリングコンバットを乱射する。
ゲキトツクリティカルフィニッシュ（レベル3）
ガシャコンマグナムハンドガンモードにゲキトツロボッツガシャットを装填することで発動する。パンチ型のエネルギー弾を発射する。
ドラゴナイトクリティカルストライク（レベル5）
キメワザスロットにドラゴナイトハンターZガシャットを装填することで発動する。
全身の武装から一斉に攻撃を仕掛ける。翼で飛行しながら攻撃することもある。

### シミュレーションゲーマー レベル50
「第伍拾戦術」の掛け声と共にガシャットギア デュアルβのダイヤルを右に回してバンバンシミュレーションズを選択し、ゲーマドライバーに装填してレバーを引いて変身する強化形態。
変身音声は「スクランブルだ！出撃発進バンバンシミュレーションズ！発進！」。
レベル2をベースとし、バンバンシミュレーションズから召喚されたシミュレーションゲーマと合体した姿となる。
肩のスクランブルガンユニットをはじめ、全身に合計10門もの砲塔を備えており、高い火力と強化された索敵機能を組み合わせて複数の敵を殲滅する。
- デザイン初期には戦車をモチーフとする案も存在したが却下となり[注釈 3]、戦艦を基とすることになった[57]。「女の子が戦艦を着込む流行りのビジュアル」も取り入れられている[57]。

必殺技
バンバンクリティカルファイヤー
ドライバーのレバーを閉じて再度引くことで発動する。
両手のオーバーブラストキャノンを合体させてエネルギー弾を発射する。しかし両手を合わせて形作られる空母は、そのままでは上下逆さまになってしまうので、このときだけ左右の腕パーツを差し替えて対応している。
そのほか全身の砲塔から一斉射撃する技や、キック技もある。

### テレビシリーズ以外の作品に登場する仮面ライダースナイプ
仮面ライダースナイプ シューティングゲーマー レベル1（プロトタイプ）
ゲーマドライバーにプロトバンバンシューティングガシャットを装填して変身する形態。
5年前に大我がCRに所属していた際に変身していた。通称「プロトスナイプ」。外見は現在と同様だがカラーリングのみ異なっており、モノトーンカラーを基調としていた。
仮面ライダースナイプ シューティングゲーマー レベル2（プロトタイプ）
『ガンバライジング』のみに登場。外見はスナイプ レベル2と同様で、カラーリングがモノトーンカラーを基調としている。
ゼビウスシューティングゲーマー
『仮面ライダーゲンム』に登場。レベル2の状態でゲーマドライバーのレバーを閉じ、ゼビウスガシャットを左のスロットに装填してレバーを引いて変身する形態。詳細は仮面ライダー平成ジェネレーションズ Dr.パックマン対エグゼイド&ゴーストwithレジェンドライダー#仮面ライダースナイプ ゼビウスシューティングゲーマーを参照。
スナイプニコ（仮面ライダーニコスナイプ）
『ファイナルステージ』に登場。西馬ニコがバンバンシューティングガシャットで変身した姿。
おおむね大我スナイプと同じ外見だが、マントの色が赤く、ライドプレイヤーニコと同じバックパックを背負っている。

## 仮面ライダーレーザー
九条貴利矢が変身する仮面ライダー。ジャンルはレースゲーム。
レベル2の姿は他のライダーとは大きく異なり、バイクに変形する。そのためレベル2の必殺技発動時には搭乗するライダーにガシャットを装填してもらわねばならず、また人型で戦う場合はレベル1のままかレベル3以上になる必要がある。
- モチーフには、エグゼイド・ブレイブ・スナイプが戦うジャンルのゲームであったため、戦わないゲームとしてレースゲームが選ばれた[107]。従来のシリーズに登場するバイクの玩具は人気が出ないため、バイクに変身するライダーとなったが[31]、東映側からバイクのみに変身するのでは扱いが難しいとの意見により、レベル2と同時にレベル3のデザインも用意された[107]。なお、バイクに変身する先例には『仮面ライダーW』に登場した仮面ライダーアクセルがいるが、CGではなく実車が作られたのはレーザーがシリーズ初であり[108]、アクセルとの重複を避けるため、モトクロス系のバイクがモチーフとなり、エグゼイドが乗るため、ゲーマドライバーを意識したカラーリングとなった[31]。
- 当初の予定では、死亡した貴利矢が復活する展開はなかった[109]。そのため、西馬ニコ役の黒崎レイナは「2代目レーザーになるかもしれない」と聞かされており、結局ライドプレイヤーになることに決まってショックを受けたという[110]。

レベル
バイクゲーマー レベル1
ゲーマドライバーに爆走バイクガシャットを装填して変身する形態。
右腕にはフロントタイヤ型のフロントアームドユニット、左腕にはリアタイヤ型のリアアームドユニットを持つ。両タイヤを用いた回転攻撃を得意とするが、自力で止まれないという欠点がある。
レベル2の形態が特殊なレーザーは、レベルアップせずにこの姿のまま戦うことが多かった。

バイクゲーマー レベル2
レベル1の状態で「二速」の掛け声と共にドライバーのレバーを引いて変身する形態。
変身音声は「爆走！独走！激走！暴走！爆走バイク！」。
人型ではなくオートバイになる。この姿でも単独で動くことが可能だが、性能を完全に引き出すには運転者が必要となる。
爆走バイクガシャットを使用すれば、同型のオートバイを召喚できる。ただしフロントカウルには目が無く、シート部分のゲーマドライバーも付いていない。
チャンバラバイクゲーマー レベル3
ギリギリチャンバラガシャットを左のスロットに装填し、「三速」の掛け声と共にレバーを引いて変身する形態。
変身音声は「ギリ・ギリ・ギリ・ギリ！チャンバラ！」。
ギリギリチャンバラガシャットから召喚されたチャンバラゲーマと合体した姿となる。貴利矢は「ようやく人型になれた」と喜んでいた。専用ウェポンガシャコンスパローの弓モードと鎌モードを巧みに使い分ける。
- チャンバラゲーマのデザインはレベル2と同時期に用意されていたが、その時点ではゲーマの設定が確立されておらず、後から目などが加えられ、手足をゲーマのように仕立てられた。

ハンターバイクゲーマー レベル5（ドラゴンクロー）
ドラゴナイトハンターZガシャットを左のスロットに装填し、「五速」の掛け声と共にレバーを引いて変身する形態。
変身音声は「ド・ド・ドラゴ！ナ・ナ・ナ・ナ〜イト！ドラ！ドラ！ドラゴナイトハンター！レーザー！」。
ドラゴナイトハンターZガシャットから召喚されたハンターゲーマの両腕・両脚と合体して人型になる。
両肩・両脚に装甲が追加され、両足にはドラゴナイトクロー、右腕にはドラゴナイトブレード、左腕にはドラゴナイトガンを装備している。
ドラゴナイトハンターZガシャットの入手直後に貴利矢が死亡したため、フルドラゴンに変身する機会はなかった。
- 撮影用スーツはレベル3のパーツを換装した物である。

スペック
| 名称                                                  | 身長     | 体重     | パンチ力 | キック力 | ジャンプ力 （ひと跳び） | 走力 （100 m） | 初登場 |
| ----------------------------------------------------- | -------- | -------- | -------- | -------- | ----------------------- | -------------- | ------ |
| バイクゲーマー レベル1                                | 180.0 cm | 184.0 kg | 7.7 t    | 11.5 t   | 30.5 m                  | 7.6秒          | 第4話  |
| チャンバラバイクゲーマー レベル3                      | 205.0 cm | 151.5 kg | 15.2 t   | 16.6 t   | 34.2 m                  | 4.1秒          | 第7話  |
| - ハンターバイクゲーマー レベル5 - （ドラゴンクロー） | 202.0 cm | 155.0 kg | 19.0 t   | 25.0 t   | 49.0 m                  | 2.7秒          | 第10話 |

ツール
フロントアームドユニット / リアアームドユニット
レベル1で使用するタイヤ型の武装。組み込まれた銃撃装置から光弾を発射可能。レベル2ではそれぞれ前輪・後輪となる。
ガシャコンスパロー
レベル3で使用する、ギリギリチャンバラガシャット専用のガシャコンウェポン。握りの部分EXPグリップはバイクハンドルのような形状をしている。通常は弓モードになっており、Aボタンを押すことで2つの鎌モードに分離する。
貴利矢消滅後は仮面ライダーゲンム ゾンビゲーマーが使用した。
- 撮影用プロップはネジの付け外しによって両形態を使い分けている。

弓モード
エネルギーの矢を発射する。
鎌モード
中央から2つに分離し、斬りつけて使う。

必殺技
括弧内は使用レベル。
爆走クリティカルストライク（レベル1、レベル2）
キメワザスロットに爆走バイクガシャットを装填することで発動する。第4話ではエグゼイドが発動させた。
レベル1では右脚にエネルギーを収束して跳び蹴りを放つ。レベル2ではマフラーから炎を放出して攻撃する。
ギリギリクリティカルフィニッシュ（レベル3）
ガシャコンスパローにギリギリチャンバラガシャットを装填することで発動する。
弓モードでは無数の矢を放ち、鎌モードでは敵を切る。

### 仮面ライダーレーザーターボ
バグスターとして蘇った九条貴利矢が、2本目の爆走バイクガシャットを使って変身する仮面ライダー。ジャンルはレースゲーム。
ゲンム レベル0と同様にα版限定の試作機能であるバグスターウイルスを抑制する効果を持つアンチバグスターエリアを展開する機能が搭載されている。
スペックではレーザーの最強形態であるレベル5以上の戦闘能力を誇る。
レベル
バイクゲーマー レベル0
「ゼロ速」の掛け声と共にゲーマドライバーに爆走バイクガシャットを装填し、レバーを引いて変身する基本形態。
変身音声は「爆走！独走！激走！暴走！爆走バイク！」。
- 撮影用スーツは、レーザー レベル5のマスクを流用し、ゲンム レベル0のベーススーツを改造したものと組み合わせて作られた。デザイン画は描かれていない。
- シンプルなシルエットになっているのは、武装強化を前提としているため。しかし実際の劇中では、この形態のままで登場することが多かった。

プロトスポーツバイクゲーマー レベル0
ゲーマドライバーのレバーを閉じ、プロトシャカリキスポーツガシャットを左のスロットに装填してから「爆速」の掛け声と共にレバーを引いて変身する強化形態。
変身音声は「シャカリキ！メチャコギ！ホット！ホット！シャカ！シャカ！コギ！コギ！シャカリキスポーツ！」。
プロトシャカリキスポーツガシャットから召喚されたプロトスポーツゲーマと合体した姿で、ゲンムやエグゼイドのスポーツアクションゲーマーと同様の姿をしているが、頭部の追加装甲が無い。
両肩に装備されたトリックフライホイールを取り外し、投擲して相手を攻撃する。
- 撮影用スーツは、スポーツアクションゲーマーのパーツをリペイントして作られた。

プロトコンバットバイクゲーマー レベル0
ゲーマドライバーのレバーを閉じ、プロトジェットコンバットガシャットを左のスロットに装填してから「爆速」の掛け声と共にレバーを引いて変身する強化形態。
変身音声は「ぶっ飛びジェット！トゥ・ザ・スカイ！フライハイ！スカイ！ジェットコンバット！」。
プロトジェットコンバットガシャットから召喚されたプロトコンバットゲーマと合体した姿で、スナイプ コンバットシューティングゲーマーと同様の姿をしているが、頭部のバイザーが無い。
飛行ユニットによって空を飛び、左右のガトリングコンバットで攻撃する。
- 撮影用スーツは、コンバットシューティングゲーマーのパーツをリペイントして作られた。

スペック
| 名称                                   | 身長     | 体重     | パンチ力 | キック力 | ジャンプ力 （ひと跳び） | 走力 （100 m） | 初登場 |
| -------------------------------------- | -------- | -------- | -------- | -------- | ----------------------- | -------------- | ------ |
| バイクゲーマー レベル0                 | 202.0 cm | 98.0 kg  | 23.0 t   | 29.0 t   | 52.1 m                  | 2.1秒          | 第34話 |
| プロトスポーツバイクゲーマー レベル0   | 202.0 cm | 105.2 kg | 69.7 t   | 79.2 t   | 68.1 m                  | 1.3秒          | 第35話 |
| プロトコンバットバイクゲーマー レベル0 | 202.0 cm | 125.0 kg | 70.6 t   | 80.9 t   | 62.9 m                  | 1.8秒          | 第35話 |
必殺技
括弧内は使用形態。
ギリギリクリティカルフィニッシュ（バイク）
ガシャコンスパロー鎌モードにプロトギリギリチャンバラガシャットを装填することで発動する。刃にエネルギーを収束して敵を切る。
シャカリキクリティカルストライク（スポーツ）
キメワザスロットにプロトシャカリキスポーツガシャットを装填することで発動する。両肩のホイールを取り外し、エネルギーを収束して投擲する。
爆走クリティカルストライク（スポーツ・バイク）
キメワザスロットに爆走バイクガシャットを装填することで発動する。バイクゲーマー レベル2型のマシンを召喚して搭乗し、相手に体当たりする。『ゲンムVSレーザー』では、バイクゲーマーの状態で放った。

### テレビシリーズ以外の作品に登場する仮面ライダーレーザー
仮面ライダーレーザーX
『ゲンムVSレーザー』に登場。バグルドライバーIIにギリギリチャンバラガシャットを装填して変身する形態。詳しくは仮面ライダーエグゼイド トリロジー アナザー・エンディング#仮面ライダーレーザーXを参照。

## 仮面ライダーゲンム
檀黎斗が変身する仮面ライダー。ジャンルはエグゼイドと同じくアクションゲーム。
当初は正体、目的共に不明で、その存在は明日那でさえも知らなかった。そのため素性を知らない者たちからは「黒いエグゼイド」と称されていた。2016年9月の雑誌情報の時点で姿は公表されていたが、名前は同年10月の雑誌情報で公表された。
テレビシリーズに先駆け、『仮面ライダーゴースト』第49話・第50話（特別編）にも登場。第49話では乱戦に介入して結果的に仮面ライダースペクターや仮面ライダーネクロムを助けることとなったが、第50話では彼らと敵対して戦った。
- デザインコンセプトは「悪いエグゼイド」[19]。ほぼエグゼイドの色替えだが、眼だけは吊り目の悪い感じにアレンジされている[19]。主人公の色違いキャラクターという設定は、ゲームらしい要素であることや、医療とゲームの命の在り方の対比を描くための要素として取り入れられたほか、『ゴースト』での先行登場時のサプライズも意図したものであった[19]。

レベル
アクションゲーマー レベル1
ゲーマドライバーにプロトマイティアクションXガシャットを装填して変身する形態。
医療従事者ではない黎斗はゲーム病患者を治療する必要がないため、この形態で現れた回数はごく少ない。
第44話での超ゲムデウス戦では、レベルX-0から直接この形態に変身。ゾンビゲーマーを思わせる動きもした。
アクションゲーマー レベル2
レベル1の状態からドライバーのレバーを引いて変身する形態。
変身音声は「マイティジャンプ！マイティキック！マイティアクションX！」と、エグゼイドが所有するマイティアクションXガシャットの変身音声とは若干異なる。
ガシャコンバグヴァイザーをチェーンソーやビームガンのように扱ったり、シャカリキスポーツガシャットを用いることでBMXスポーツゲーマを乗りこなし攻撃をする。またプロトガシャットの力によってプロトギアスーツの強化リミッターを解除すればスペック以上の高い戦闘力も発揮できるが、代償としてラグなどの不具合が発生しやすくなる他、変身者の負担も増大してしまう欠点がある。
小説『マイティノベルX』ではバグスターウイルスの抗体を持った永夢の父である宝生清長が、黎斗からかつて南雲影成が仮面ライダー風魔の変身に使用していた7台目のゲーマドライバーとプロトマイティアクションXガシャットを渡されて変身。戦い慣れていない素人のため、エグゼイドムテキゲーマーに圧倒されるが、自身が開発した医療機器が2000年問題でバグスターウイルスを偶然生み出し、ゼロデイで多くの犠牲者を生んだこと、仮面ライダークロニクル開発に至ったこと、黎斗が永夢に感染させるきっかけになったことを断罪されるためにわざと倒されようとする。清長が変身解除した後は、檀黎斗IIが二つ目のプロトマイティアクションXガシャットで変身。テレビシリーズ初期と同様にガシャコンバグヴァイザーを再び使用しながら、レベル2のエグゼイドと交戦した。
スピンオフ『仮面ライダーゲンムズ -ザ・プレジデンツ-』ではゲーム病に感染した天津垓を介して復活した黎斗が、垓の社長室に出現したゲーマドライバーとプロトマイティアクションXガシャットを用いて変身。同じくその場に出現したバグヴァイザーをチェーンソーモードにして、黎斗のゲーム病の副作用でカラーリングが黒くなった仮面ライダーサウザーが振るうサウザンドジャッカーと鍔ぜり合った他、マイティクリティカルストライクでサウザンドディストラクションを打ち負かした。
スピンオフ『仮面ライダーゲンムズ スマートブレインと1000%のクライシス』では、天津垓によってヒューマギアに檀黎斗プログライズキーでパーソナルデータを移されて檀黎斗の姿で再起動した黎斗が、垓が用意したゲーマドライバーとマイティアクションXガシャットで変身した。だが、サウザンドアークとなった垓に敗北した。
- 撮影用スーツはアップ・アクション兼用の1着のみで、エグゼイドがラバー地であるのに対しゲンムはビニルレザー製である。

スポーツアクションゲーマー レベル3
レベル2の状態でゲーマドライバーのレバーを一旦閉じ、シャカリキスポーツガシャットを左のスロットに装填して「グレード3」の掛け声とともにレバーを引き変身する形態。
変身音声は「シャカリキ！シャカリキ！バッドバッド！シャカッとリキッとシャカリキスポーツ！」。
シャカリキスポーツガシャットで召喚したスポーツゲーマと合体した姿となる。頭には自転車用ヘルメットのような飾りがある。両肩に装備されたトリックフライホイールは取り外して武器として使用でき、投擲することで相手を攻撃する。
- 合体前のスポーツゲーマは、CGで描かれる他と異なり、ダウンヒルバイクの実車を用いている。『仮面ライダーゴースト』先行登場時はまだゲーマの設定が確立していなかったため目が描かれておらず、後から目を追加された。

スペック
| 名称                               | 身長     | 体重     | パンチ力 | キック力 | ジャンプ力 （ひと跳び） | 走力 （100 m） | 初登場                       |
| ---------------------------------- | -------- | -------- | -------- | -------- | ----------------------- | -------------- | ---------------------------- |
| アクションゲーマー レベル1         | 181.0 cm | 137.0 kg | 7.7 t    | 11.5 t   | 30.5 m                  | 7.6秒          | 第2話                        |
| アクションゲーマー レベル2         | 205.0 cm | 97.0 kg  | 5.7 t    | 10.2 t   | 43.1 m                  | 3.2秒          | - 『ゴースト』第49話 - 第2話 |
| スポーツアクションゲーマー レベル3 | 205.0 cm | 104.4 kg | 10.3 t   | 18.4 t   | 45.3 m                  | 3.0秒          | 第4話                        |
ツール
ガシャコンバグヴァイザー
ゲームパッド型ガシャコンウェポン。右腕に装着して使う。グリップパーツから取り外し、向きを変えて再装着することでビームガンモードとチェーンソーモードに切り替わる。
武器以外にも様々な用途があり、バグスターウイルス散布、バグスターの人間態から怪人態への変身、死のデータ収集、バグスターの回収などに用いられた。小説でも檀黎斗IIが変身したレベル2のゲンムに使用されている。
さらに、バグスターバックルと組み合わせることで変身ベルトとしても機能する。詳細は#バグルドライバーの節を参照。
同モデルが複数存在しており、ゲンムのほかにグラファイトやラヴリカが使用した。
- デザインイメージは、携帯ゲーム機やゲームパッドで、他の武器との差別化のためにハードを意識している。
- 撮影用プロップは、チェーンソー部とビームガン部のパーツを長短差し替えて変形を表現している。

ビームガンモード
射撃戦用のモード。2門の銃口からビームを連射する。
チェーンソーモード
接近戦用のモード。刃を回転させて敵を斬り裂く。

必殺技
括弧内は使用レベル。
マイティクリティカルストライク（レベル1、レベル2）
キメワザスロットにプロトマイティアクションXガシャットを装填することで発動する。右脚にエネルギーを収束して跳び蹴りを叩き込む。
レベル2は『ヴァーチャルオペレーションズ』で使用。
シャカリキクリティカルストライク（レベル2、レベル3）
キメワザスロットにシャカリキスポーツガシャットを装填することで発動する。
レベル2では、キック技のほか、スポーツゲーマ搭乗時に空中で回転しながら敵を一掃する技を披露した。
レベル3では、トリックフライホイールを投擲する技、ガシャコンバグヴァイザーチェーンソーモードで斬る技がある。
ガンバライジングクリティカルストライク（レベル2）
『仮面ライダーゲンム』で使用。仮面ライダークウガから仮面ライダーゴーストまでのライダーをエネルギーとして右足に収束させ、飛び蹴りを放つ。

### ゾンビゲーマー レベルX
檀黎斗が変身する仮面ライダーゲンムの強化形態。死のデータを回収して完成させたデンジャラスゾンビガシャットをバグルドライバーに装填し、ドライバー上のトリガーを押すことで変身する。
変身音声は「デンジャー！デンジャー！ジェノサイド！デス・ザ・クライシス！デンジャラスゾンビ！ Woooo!」。
頭髪フィアーライドヘアーは、白と黒のツートンカラーとなっている。また、目の部分アイライトスコープは、半ばからひび割れたブロークンゴーグルに覆われた右が赤、露出した左が水色というオッドアイに見える。レベル1は存在しないので背面の顔はなく、腕の形状は左右非対称である。
ライダーゲージが常に0になった瞬間のノーダメージになった状態を維持しており、不死身の特性を有する。専用武器は持たないが、仮面ライダーレーザーから回収したガシャコンスパローを使って戦う。
Vシネマ『ゲンムVSレーザー』では新たなゲームを生み出せるゴッドマキシマムマイティXガシャットの力で仮面ライダークロニクルをリニューアルさせたサバイバルホラーゲームゾンビクロニクルの敵キャラとして分身体が無数に登場。各個体がバグヴァイザーを所持し、ゾンビウイルスを散布させて感染させる。感染した人間は頭部が黒いゾンビバグスターに変貌してしまう他、強化されたゲムデウスウイルスと同じくゾンビバグスターに襲われた人間も感染してゾンビバグスターになってしまう。また『仮面ライダースナイプ』でバンバンタンクガシャットを使用したスナイプに撃破されたレベルXのゲンムもゾンビクロニクルの個体であったことが『ゲンムVSレーザー』で判明する。
- デザインは、骨や肉片をモチーフにするとグロテスクになってしまうため、パワーアシストスーツのような外骨格をイメージしている[20]。

レベル
レベルX（）
当初の形態。
レベルX（）
さらなる死のデータを回収・蓄積し続けたことで、アップデートを果たして大幅にレベルアップした形態。「エックス」とは未知数を意味する。
外見はレベルX（）と変化ないが、戦闘能力が全体的に向上しているほか、増殖能力や相手の装備を腐敗させる能力が追加された。
他にも使役するゾンビ型バグスターウイルスの不死身化、それらを融合させてキメラ型のバグスターユニオンにする能力もある。

スペック
| 名称                               | 身長     | 体重     | パンチ力 | キック力 | ジャンプ力 （ひと跳び） | 走力 （100 m） | 初登場 |
| ---------------------------------- | -------- | -------- | -------- | -------- | ----------------------- | -------------- | ------ |
| ゾンビゲーマー レベルX（テン）     | 205.0 cm | 115.5 kg | 24.1 t   | 30.2 t   | 52 m                    | 2.5秒          | 第12話 |
| ゾンビゲーマー レベルX（エックス） | 205.0 cm | 115.5 kg | 66.6 t   | 73.0 t   | 63.2 m                  | 1.8秒          | 第21話 |
必殺技
括弧内は使用レベル。
クリティカルエンド（テン）
ドライバーのAボタンとBボタンを同時に押した後、Aボタンを押すことで発動するキック技。紫色のエネルギーを身に纏い、縦に回転しながら敵を蹴り飛ばす。
クリティカルデッド（テン、エックス）
ドライバーのAボタンとBボタンを同時に押した後、Bボタンを押すことで発動する。ゾンビの幻影を複数呼び出して、相手に取り付かせる。その後、幻影は一斉に爆発する。
レベルX（エックス）では幻影が全てゲンムの分身体に変化しており、自爆と同時にゲーマドライバーを腐敗させる粒子を発生させる。
ギリギリクリティカルフィニッシュ（テン、エックス）
ガシャコンスパロー鎌モードにギリギリチャンバラガシャットを装填することで発動し、相手を斬り裂く。
タドルドラゴナイトクリティカルフィニッシュ（テン）
ガシャコンソード炎剣モードにタドルクエストガシャット、ガシャコンスパロー弓モードにドラゴナイトハンターZガシャットを装填することで発動する、2つの武器の同時攻撃。
バンバンクリティカルフィニッシュ（テン）
ガシャコンスパロー弓モードにバンバンシューティングガシャットを装填することで発動する。強力なエネルギー弾を発射する。
ドレミファクリティカルフィニッシュ（エックス）
ガシャコンスパロー弓モードにドレミファビートガシャットを装填することで発動する。エネルギーボムを連射する。
ジェットクリティカルフィニッシュ（エックス）
ガシャコンスパロー弓モードにジェットコンバットガシャットを装填することで発動する。無数のエネルギー弾を発射する。

### アクションゲーマー レベル0
バグスターとして復活した檀黎斗が、ゲーマドライバーとプロトマイティアクションXガシャットオリジンで変身する仮面ライダー。
ガシャットにはコンティニュー機能が搭載されており、ゲームオーバーになっても消滅せずに99回まで復活することが可能で、コンティニューのタイミングは黎斗の意思で自由に決めることができる。また展開されるアンチバグスターエリアはα版限定の試作機能でバグスターウイルスを抑制する効果を持つ。
武器はエグゼイドと同様にガシャコンブレイカーを使用するが、復活した当初はポッピーのガシャコンバグヴァイザーIIを使用した。
黎斗が生前使用していたゲーマドライバーは彼の死後にパラドが回収したため、レベル0への変身は自身が幼少期に隠していた6個目のドライバーを使用する。このドライバーはVシネマ『ゲンムVSレーザー』にてレベルビリオンの変身に使用された後、ライフ0となった黎斗が消滅したこともあってCRに回収された。小説『マイティノベルX』ではマイティノベルXガシャットを起動するにあたって大我がニコの分としてCRから借りたが、「黎斗のゲーマドライバーはキモイから」という理由で嫌がったため、大我が使用した。
決め台詞は「コンティニューしてでも、クリアする！」。
レベル
アクションゲーマー レベル0
「グレードゼロ」の掛け声と共にゲーマドライバーにプロトマイティアクションXガシャットオリジンを装填し、レバーを引いて変身する基本形態。
変身音声はレベル2と同様に「マイティジャンプ！マイティキック！マイティマイティアクションX!」。
外見はレベル2と同様だが、全身のラインが銀色になっているほか、スペック自体もレベル2より上昇している。
ゾンビアクションゲーマー レベルX-0
「グレードエックスゼロ」の掛け声と共にゲーマドライバーにプロトマイティアクションXガシャットオリジンとデンジャラスゾンビガシャットを装填し、レバーを引いて変身するレベル0の強化形態。
変身音声は「デンジャー！デンジャー！ジェノサイド！デス・ザ・クライシス！デンジャラスゾンビ！ Woooo!」。
見た目はレベルXとほぼ同様だが、バグルドライバーの代わりにゲーマドライバーを装着している・スペックがレベルX（）を上回っている・不死身ではなくライダーゲージが減少するなどの相違点がある。
『仮面ライダー平成ジェネレーションズ FINAL ビルド&エグゼイドwithレジェンドライダー』では、プロトマイティアクションXガシャットオリジンの代わりに、仮面ライダービルドガシャットが用いられた。

スペック
| 名称                                              | 身長     | 体重     | パンチ力 | キック力 | ジャンプ力 （ひと跳び） | 走力 （100 m） | 初登場 |
| ------------------------------------------------- | -------- | -------- | -------- | -------- | ----------------------- | -------------- | ------ |
| - アクションゲーマー レベル0 - （プロトオリジン） | 205.0 cm | 97.0 kg  | 22.0 t   | 28.1 t   | 53.3 m                  | 2.3秒          | 第30話 |
| ゾンビアクションゲーマー レベルX-0                | 205.0 cm | 115.5 kg | 81.9 t   | 88.8 t   | 66.6 m                  | 1.4秒          | 第32話 |

必殺技
括弧内は使用レベル。
マイティクリティカルフィニッシュ（レベル0）
ガシャコンブレイカーブレードモードにプロトマイティアクションXガシャットオリジンを装填することで発動する。刀身にエネルギーを収束して相手を連続で斬り裂く。
デンジャラスクリティカルストライク（レベルX-0）
キメワザスロットにデンジャラスゾンビガシャットを装填することで発動する。劇中では未使用。

### テレビシリーズ以外の作品に登場する仮面ライダーゲンム
ウィザードゲーマー レベル1 / レベル2
『仮面ライダーゲンム』に登場。ゲーマドライバーにマジックザウィザードガシャットを装填して変身する形態。詳しくは仮面ライダー平成ジェネレーションズ Dr.パックマン対エグゼイド&ゴーストwithレジェンドライダー#仮面ライダーゲンム ウィザードゲーマーを参照。

プロトスポーツアクションゲーマー レベル0
『仮面ライダーレーザー』に登場。レベル2の状態でゲーマドライバーのレバーを一旦閉じ、プロトシャカリキスポーツガシャットを左のスロットに装填してレバーを引き変身する形態。
プロトシャカリキスポーツガシャットで召喚したプロトスポーツゲーマと合体した姿で、頭部の追加装甲はない。両肩に装備された白黒のトリックフライホイールを取り外して武器として使用でき、投擲して相手を攻撃する。
なお、このゲンムは貴利矢が遺したゲーム爆捜トレジャーのゲンム型セキュリティとして機能しており、檀黎斗が変身しているわけではない。
ゾンビゲーマー レベルX（トーテマ外装態）
『仮面戦隊ゴライダー』に登場。ゾンビゲーマー レベルXがトーテマの一部を纏った姿。詳しくは仮面ライダー×スーパー戦隊 超スーパーヒーロー大戦#敵キャラクター（ゴライダー）を参照。
ゴッドマキシマムゲーマー レベルビリオン
『ゲンムVSレーザー』に登場。ゲーマドライバーにゴッドマキシマムマイティXガシャットを装填して変身する最強形態。詳しくは仮面ライダーエグゼイド トリロジー アナザー・エンディング#仮面ライダーゲンム ゴッドマキシマムゲーマー レベルビリオンを参照。
無双ゲーマー
『ゲンムズ スマートブレインと1000%のクライシス』に登場。ヒューマギアとして復活した檀黎斗が「グレード無双」の掛け声とともにゲーマドライバーに幻夢無双ガシャットを装填して変身する強化形態。
変身音声は「掴み取れ栄光のエンディング！ 漆黒の天才プレジデント！ グレード無双ゲンム！」。
クロノスの能力であるポーズが使用可能。必殺技はゲンムクリティカルフィナーレ。
ハイパー不滅ゲーマー
『アウトサイダーズep.5 創世の女神と第三のシンギュラリティ』に登場。ゲーマドライバーにマキシマムゾンビガシャットとハイパー不滅ガシャットを装填して変身する強化形態。必殺技はハイパークリティカルデッドエンド

## 仮面ライダーポッピー
ポッピーピポパポが変身する仮面ライダー。明日那の姿から直接変身も可能。ジャンルは恋愛ゲーム。
当初は仮面ライダークロニクルのナビゲーターとして登場し、ルール違反を犯したライダーに対して攻撃を仕掛けていた。洗脳が解けた後は仮面ライダークロニクルを終わらせるべくエグゼイドたちと協力し闘っている。
- 本来はポッピーが仮面ライダーに変身する予定はなかったが、ポッピーのセリフを収録した玩具「DXドレミファビートガシャット ポッピーピポパポver.」が人気となったため、仮面ライダーポッピーが創作された[147][35]。
- 変身ポーズは、松田がガシャットを回せなかったため、松田自身が回るものとなっている[148]。

レベル
ときめきクライシスゲーマー レベルX（）
バグルドライバーIIにときめきクライシスガシャットを装填し、トリガーを押して変身する形態。
変身音声は「ドリーミングガール♪ 恋のシミュレーション♪ 乙女はいつもときめきクライシス♪」。
各所にハートマークが散りばめられており、左腿にはガーターベルトを付けている。洗脳時は眼が赤色だったが、洗脳が解けてからは青色に変化した。
身軽な動きを活かしたスピード戦法をとり、他の仮面ライダーたちと互角に渡り合える。ガシャットに組み込まれた機能ハートフルアタッカーにより、仲間の好感度が高ければ強化し、相手への好感度が低ければ低いほど攻撃の威力が上がる。バックルから取り外したガシャコンバグヴァイザーIIを武器として使用する。
- 初期デザインはポッピーの衣裳をモチーフとしていたが、かわいらしい印象で戦う姿に見えないため、現在の姿に改められた。
- 撮影用スーツは、アクション・アップ兼用のものが1着用意された。ベーススーツの前面はラバー生地、背面はストレッチ素材。ピンクやゴールドの生地にはスパンデックスを使用している。各部のパーツは小ぶりに造られている。スカート状のパーツは、動きに支障が出るため、アクション時には位置をずらしている。

必殺技
クリティカルクルセイド
バグルドライバーIIのBボタンを押すことで発動する。
カラフルなエネルギー弾を放ったり、楽譜型のエネルギーを発射して攻撃する。
Vシネマ『パラドクスwithポッピー』では、キック技も披露した。

## 仮面ライダーパラドクス
パラドがガシャットギアデュアルを使用して変身する仮面ライダー。ジャンルはパズルゲーム・格闘ゲーム。変身ベルトは使用しない。
基本形態は青のパズルゲーマーと赤のファイターゲーマーの2種類。双方ともレベル50の戦闘能力を誇り、それぞれを状況に応じて使い分ける。「大変身！」の掛け声と共にフォームを切り替えると頭部が反転し、胸部のグラフィックも選択したゲームをイメージした物に変化する。ベーススーツのスクエアパターンはパラドの衣裳と共通している。背中にはガシャットギアデュアルの形状に準じたダイヤルがついている。
- 当初、パズルゲーマーとファイターゲーマーは別々の仮面ライダーとして登場する予定であったが、敵味方の勢力バランスやドラマで描ける人数の限界などから、1人が2種類の仮面ライダーに変身するという形に改められた[154]。変身アイテムとして第3のベルトを登場させるのはドラマ的にも玩具的にも負担となるため、新型のガシャットで変身する設定となった[154]。
- 初期案での目の形状はパズルゲーマーとファイターゲーマーで共通のデザインであったが、どちらの形態にも合わなかったため、それぞれの形態にあった目つきに変更された[154]。ただし色だけは共通で、黄色にしている[154]。
- 撮影用スーツはアップ用・アクション用が各1着ずつ制作された[7][155]。

レベル
パズルゲーマー レベル50
ガシャットギアデュアルのダイヤルでパーフェクトパズルを選択して変身する形態。胸部のグラフィックはパズル。
変身音声は「Get the glory in the chain. PERFECT PUZZLE!」。
反応速度と防御力に特化し、ゲームエリア内のエナジーアイテムをパズルのピースのように操ることができ、アイテム効果を利用した変幻自在の戦法をとる。腕のダイレクトヒットグローブと足のダイレクトヒットシューズには、敵の全防御システムを一時的に停止させるプログラムを流し込む機能がある。
- 頭髪はデビロックヘアで、両側に剃り込みがある。ゴーグル部分はメガネがモチーフで、首元はタートルネックとなっている。ボディのデザインは、パズルゲームの要素からはイメージしづらかったため、先に描かれたファイターゲーマーに合わせるかたちとなった。

ファイターゲーマー レベル50
ガシャットギアデュアルのダイヤルでノックアウトファイターを選択して変身する形態。胸部のグラフィックは炎。
変身音声は「Explosion Hit! KNOCK OUT FIGHTER!」。
反応速度と攻撃力に特化し、パズルゲーマー時の肩部装甲マテリアライズショルダーが両腕に装着されたマテリアライズスマッシャーを用いた格闘戦を得意とする。スマッシャーには発火装置マテリアルバーナーが内蔵されており、パンチと同時に炎を発生させることが可能。
第28話にて初めて直接変身するシーンが描写され、第29話では永夢を乗っ取った状態でこの形態に変身している。
- 頭部のデザインは、エグゼイドを踏襲しつつ頬の部分にスリットを入れることで差別化している。額の白いラインは、格闘ゲームの日本人キャラクターに多い鉢巻をイメージしている。プロデューサーの大森は、パラドが永夢の一部という設定のためゲンムのような悪役らしいデザインにはしなかったが、ファイターゲーマーがエグゼイドたちと戦っているとどちらが悪役かわかりにくかったことを反省点に挙げている。

スペック
| 名称                        | 身長     | 体重     | パンチ力 | キック力 | ジャンプ力 （ひと跳び） | 走力 （100 m） | 初登場 |
| --------------------------- | -------- | -------- | -------- | -------- | ----------------------- | -------------- | ------ |
| パズルゲーマー レベル50     | 200.5 cm | 110.5 kg | 59.0 t   | 68.5 t   | 62.0 m                  | 1.9秒          | 第15話 |
| ファイターゲーマー レベル50 | 201.5 cm | 151.5 kg | 64.0 t   | 68.5 t   | 62.0 m                  | 1.9秒          | 第15話 |

必殺技
括弧内は使用形態。
パーフェクトクリティカルコンボ（パズル）
組み合わせたエナジーアイテムによって効果の異なるキック技を放つ。伸縮化で脚を伸ばしたり、鋼鉄化とマッスル化で威力を上げたりした。
ノックアウトクリティカルスマッシュ（ファイター）
両腕に炎エネルギーを収束して強烈なパンチを叩き込む。

### パーフェクトノックアウトゲーマー レベル99
ゲーマドライバーにガシャットギアデュアルを装填し、「マックス大変身！」の掛け声と共にレバーを引いて変身する最強形態。
変身音声は「赤い拳強さ！青いパズル連鎖！赤と青の交差！パーフェクトノックアウト！」。
頭髪は赤と青が混ざり合ったマザライドヘアーに変化。胸部にはライダーゲージが追加されている。
パズルと格闘という2つのゲームが混ざり合ったことでそれぞれのゲーマーの能力が融合しており、新たに専用ウェポンとしてガシャコンパラブレイガンを使用する。
本来ゲーマドライバーは人間の適合者でなければ使用不可能であるが、パラドがエグゼイドとの最初の一騎打ちでリプログラミングを受けた際に人間の遺伝子が組み込まれたことで使用可能となった。変身に使用するドライバーはかつて黎斗が使用していた物。
基本的には変身前から直接変身するがパラドのエグゼイド レベルXXRから変身することもできる。
- デザインは、格闘ゲームとパズルゲーム双方の達人という要素から、中国拳法の師範をイメージしたチャイナスーツとなっている[120][35]。ボディの意匠は、ジグソーパズルと炎を組合せている[120]。
- 撮影用スーツはアップ用・アクション用の2着が用意された[8][161]。マスクはどちらもFRP製だが、アクション用は頭部の突起が軟質素材となっており、目や通気口の構造も異なる[8]。アクション用では腕輪のディテールが塗装になるなど簡略化されている[8]。腰布部分はポリエステル製[8]。

ツール
ガシャコンパラブレイガン
レベル99専用の可変型ガシャコンウェポン。斧と銃の2形態をとる。Aボタンを押すとモードが切り替わり、Bボタンで連続攻撃が可能となる。背面のD-ガシャットスロットにはガシャットギアデュアルを装填できる。
- 撮影用プロップはパーツの換装によって変形を再現している。
- ガシャコンソードの持ち手部分を流用したデザインであり、先端のパーツのみ新規造形となっている。敵キャラクターの武器なので、ガシャコンウェポン共通の特徴であるエフェクトパーツは省かれているが、代わりに格闘を表す炎とパズルの意匠が盛り込まれている。

アックスモード
通常時の斧形態。
ガンモード
Aボタンを押し、斧頭を回転させて変形する銃形態。光弾を放つ。

必殺技
パーフェクトノックアウトクリティカルボンバー
ドライバーのレバーを閉じて再度引くことで発動する。空中に跳び上がり、急降下しながら跳び蹴りを叩き込む。
パーフェクトクリティカルフィニッシュ
ガシャコンパラブレイガンガンモードを使用した銃撃技。ガシャットギアデュアルを装填するのが基本で、エナジーアイテムと組み合わせて威力を高める。分身で体を分身して威力を高めた。
デンジャラスゾンビガシャットを装填したときは、黒色のエネルギー弾を発射する。
マイティブラザーズXXガシャットを使用して、パズルゲーマーとノックアウトゲーマーに分裂したこともあった。
ノックアウトクリティカルフィニッシュ
ガシャコンパラブレイガンアックスモードにガシャットギアデュアルを装填し、トリガーを引くことで発動する。刀身に赤いエネルギーを収束して相手を斬り裂く。こちらもエナジーアイテムとの併用が可能。
ノックアウトクリティカルスマッシュ
ガシャットギアデュアルのダイヤルをノックアウトファイターに合わせてから、ドライバーのレバーを閉じて再度引くことで発動する。右拳に炎を纏わせて強烈なパンチを叩き込む。
マキシマムマイティクリティカルフィニッシュ
小説『マイティノベルX』にてガシャコンパラブレイガンガンモードに、マキシマムマイティXガシャットを装填することで発動する。リプログラミングの効果を持った光線を発射する。

### テレビシリーズ以外の作品に登場する仮面ライダーパラドクス
ダブルファイターゲーマー レベル39
『仮面ライダーパラドクス』に登場。パラドが永夢に憑依した状態でゲーマドライバーにノックアウトファイター2ガシャットを装填し、ドライバーのレバーを引いて変身する形態。
変身音声は「俺と僕の拳！友情の証！超キョウリョクプレイ！ノックアウトファイター2!」。
変身が完了するとエグゼイド レベル39と分裂して、この形態にパラドの意識が宿る。腰部にゲーマドライバーを装着していることを除けば、姿はファイターゲーマー レベル50と同じである。
仮面ライダーアナザーパラドクス
Vシネマ『パラドクスwithポッピー』に登場。ブラックパラドが変身する、もうひとりの仮面ライダーパラドクス。詳細は仮面ライダーエグゼイド トリロジー アナザー・エンディング#仮面ライダーアナザーパラドクス パーフェクトノックアウトゲーマーを参照。

## 仮面ライダークロノス
檀正宗が変身する仮面ライダー。ジャンルはサバイバルゲーム。
変身音声は「天を掴めライダー！刻めクロニクル！今こそ時は極まれり！」。
本来は仮面ライダークロニクルのラスボスとなる究極のバグスターゲムデウスを唯一攻略可能な伝説の戦士として黎斗が設定したキャラクターである。バグスターウイルスに対する完全な抗体が無ければ変身は不可能とされていたが、正宗は16年前に永夢と同様に世界で最初のバグスターウイルスに感染し、服役中に完全な抗体を得ていたことで変身が可能となった。バグルドライバーIIにプロトガシャットをセットして、データとして入っている消滅者を復活させる力も持っている。
初登場時には正宗がライダーとバグスターの決戦の場に乱入する直前に昼夜が逆転する（周囲が突然暗くなる）現象が起きていた。変身すると近くには巨大な時計のオブジェが出現する。Vシネマ『ゲンムVSレーザー』ではゴッドマキシマムゲーマーとなったゲンムの攻撃を受けたクロノスがこれに当たり、破壊されてしまう。
- 本作品のラスボスについては人間とゲームキャラの2案が検討され、人間である正宗がラスボスに位置づけられたことにより、クロノスが創作された[63]。最強という設定のため左胸はライダーゲージのないサンクションズエフェクターとなり、右胸のボタンエクスコントローラーはモノトーンになっている[165]。目の形状は親子つながりで仮面ライダーゲンムと同じだが、白い部分をなくすことで差別化している[21]。配色は他の仮面ライダーと重複しない黒緑とされた[21][22]。
- 撮影用スーツはアクション・アップ兼用の1着のみで、顔と肩のみが新規造形で、ベーススーツ・グローブはドライブゲーマーを、胸部プロテクター・コートはウィザードゲーマーを、首周り・腕輪は鎧武ゲーマーをそれぞれ改造した物である[出典 2]。

フォーム
クロニクルゲーマー
もうひとつのバグルドライバーIIにマスター版の仮面ライダークロニクルガシャットを装填して変身する形態。
バックルから取り外したガシャコンバグヴァイザーIIを武器として使用するほか、ケースに収めた様々なエナジーアイテムを使用する。
同時にAとBのボタンを押すことでゲームエリア内の時間を停止させるポーズの能力を持ち、一方的に敵を攻撃できる。停止した時間の中で倒されたバグスターは、たとえ完全体であっても復活できない。さらにポーズの効力を打ち破るエグゼイド ムテキゲーマーに追い詰められると、「仮面ライダークロニクル」の時間を巻き戻してムテキの誕生自体をなかったことにしてしまうリセットの力に目覚めた。
そのリセットもまたムテキゲーマーによって破られたため、ゲムデウスを取り込んで後述のゲムデウスクロノスへと変化する。
最終的には5人のレベル1の活躍によりゲムデウスと分離させられてこの姿に戻ったが、引き続きゲムデウスの武器は使用していた。だが、ドクターマイティXXガシャットの影響でウイルスを抑制、弱体化された上にドライバーを破壊されたことでポーズ機能が作動しなくなり、敗れた。
Vシネマ『ゲンムVSレーザー』では息子である黎斗の思惑で大我クロノスが作ったマスターガシャットの複製版からデータを復元された正宗が再び変身。レベル0の力を持つケーブルで拘束されている正宗にブラックパラドが閉じ込められた新規のバグルドライバーIIと複製版ガシャットを黎斗がわざと残し、消滅者を復活させることができる仮面ライダークロニクルのリニューアル版のゾンビクロニクルに参加させて妻の檀櫻子を復活させるよう仕向けるも「私の心の中で彼女が生きている」とする正宗は、彼女の命を弄ぶ行為としてそれを許さず、自身と櫻子が生んだ黎斗を自らの手で絶版にすることを決意。コズミッククロニクルで宇宙から飛来した隕石をポーズで封じてゴッドマキシマムゲーマーのゲンムの無力化を図るが、宇宙の力で時の概念を歪めたことで動けるゲンムに驚愕。パンチ一つで宇宙まで飛ばされた上、腕を伸ばして物理的に月を掴んだゲンムに月面パンチを喰らい、自身のシンボルである時計のオブジェを破壊される。リスタート後、ゲンムに自身のライダーゲージが0であることを宣告された。ゲームオーバーで消滅寸前に、自身の力でリプログラミングしたバグルドライバーIIを貴利矢に託した。
スピンオフ『仮面ライダーゲンムズ』ではゲーム病に感染した天津垓を介して復活した息子の黎斗に続いて正宗も復活。変身した際には時計の秒針を刻む音が響くという演出が追加されている。レベル2のゲンムと互角の勝負を展開した。劇中では垓に止めを刺そうとしたゲンムをポーズで妨害。ゲンムのバグヴァイザーとチェーンソーモードのバグヴァイザーIIの鍔迫り合い、ビームガンモードによる狙撃の他、ゲンムのマイティクリティカルストライクとクリティカルクルセイドの相殺も披露した。

必殺技
クリティカルクルセイド
バグルドライバーIIのBボタンを押すことで発動する。左足に緑のエネルギーを収束すると共に足元に巨大な時計を投影し、反時計周りの後ろ回し蹴りを叩き込む。エグゼイドとの最終決戦ではエネルギーを収束した左足で跳び蹴りを放った。
クリティカルサクリファイス
ガシャコンバグヴァイザーIIチェーンソーモードで発動する。回転ノコギリ状の緑のエネルギーカッターを飛ばして相手を斬り裂く。または刃に緑のエネルギーをまとって直接相手を斬り裂く。
クリティカルジャッジメント
ガシャコンバグヴァイザーIIビームガンモードで発動する。緑のビームを放射して周囲を薙ぎ払う。または強力な緑のエネルギー弾を発射する。

### ゲムデウスクロノス
自らにゲムデウスウイルスのデータを取り込んでバグスター化した正宗が変身する真のラスボス。資料によって仮面ライダーとして扱っているものと怪人として扱っているものが存在している。
ポーズに加えて、ゲムデウスバグスターの能力をも備えており、ゲムデウスの装備である宝剣デウスラッシャーと宝盾デウスランパートを駆使して戦う。その戦闘能力はムテキゲーマーに匹敵するうえ、リプログラミングも通用しない。
この状態からさらに超ゲムデウスへと覚醒・進化したが、人間とバグスターを分離させるレベル1の力で元のクロノスに戻された。
- デザインはクロノスを踏襲しているが、スーツはクロノスとは別造型で、改造したわけではない[85]。配色は他の仮面ライダーで使われていなかったブロンズと薄紫で、クロノスの究極体や暴走状態のイメージから危険な感じを表すため丸い意匠や赤を差し色にしている[85][173]。腰のマントは直線的ではなく有機的な形状に変化[85]。両目は血走っており、髪の色は白髪をイメージしている[85]。

必殺技
クリティカルクルセイド
バグルドライバーIIのBボタンを押すことで発動する後ろ回し蹴り。大我クロノスとは同じ技の打ち合いとなり、ゲムデウスクロノスが勝利した。

### 仮面ライダークロノス（花家大我Ver.）
花家大我が変身するクロノス。前述の正宗が変身するクロノスと同じ姿となるが、媒体によって変身方法が異なる。いずれも時計のオブジェは出現せず、変身する代償として大我にはゲーム病の苦痛が伴う他、ゼロデイで得た不完全な抗体で変身しているため、不安定な部分もある。
43話やファイナルステージではゲーマドライバーと2本の仮面ライダークロニクルガシャット（一般流通版）を使って変身する。変身音声は「ライダークロニクル！アガッチャ！天を掴めライダー！刻めクロニクル！今こそ時は極まれり！」。
本来ならば仮面ライダークロニクルのラスボスへの挑戦権を持っているのはニコだったが、彼女を守るために大我がその役割を引き受けた。ポーズが使用できない欠点はあるものの、スペックは正宗が変身するクロノスと同じでガシャコンウェポン（ガシャコンブレイカー、ソード、マグナム、スパロー）を召喚してゲムデウスクロノスと互角に戦うなど、大我の経験値もあるため充分な戦力と脅威であることに変わりはない。ゲムデウスクロノスとの必殺技の撃ち合いで変身解除されてしまうが、永夢と飛彩が黎斗のチートコードでクロノスのゲームエリアに来るまでの時間を稼いだ。
Vシネマ『ブレイブ&スナイプ』では、正宗の消滅から3年後の2020年にて変身条件の全種類のバグスターに対する完全な抗体を得るという孤独な戦いを続けていたことで、以前よりも多くの抗体を獲得した大我がポッピーから強引に奪ったバグルドライバーIIと大我が密かに所持していた一般流通版の仮面ライダークロニクルガシャットを使って変身を行った。この形態ではドライバーも含めて正宗クロノスと同じ姿となり、ポーズやガシャコンウェポン（ガシャコンマグナム、ソード）の召喚の他、クロノスの力で小姫の頭に手を触れて彼女をラヴリカの洗脳から解放した。しかし長時間変身を維持することはできず、変身解除と共にクロニクルガシャットが弾け飛んでしまった。その後、ガシャットは黎斗に回収されてマスターガシャットの複製版になったことを確認するとネクストゲノム研究所で正宗をデータから復元、さらに八乙女紗衣子の手でブラックパラドを採取・分離させることにもなり、最終的に黎斗の真の目的であるゴッドマキシマムマイティXガシャットの完成へとつながった。なお、ステージセレクトの際に左腕でキメワザスロットのホルダースイッチを押すような仕草があるが、この時の大我が装着しているのはバグルドライバーIIであり、音声も通常のクロノスと同様のものとなっている。またラヴリカに炎剣モードのガシャコンソードを力強く喰らわせた際には自身に緑色の炎、ソードに赤い炎を纏わせて斬撃を浴びせるといった荒技も披露した。
必殺技
クリティカルクルセイド
ゲーマドライバー装着時にキメワザスロットに仮面ライダークロニクルガシャットを装填して発動する。正宗クロノスのクリティカルクルセイドと同様の後ろ回し蹴りを繰り出す。劇中ではゲムデウスクロノスのクリティカルクルセイドの威力が勝り、大我クロノスを変身解除させた。

## ライドプレイヤー
仮面ライダークロニクルのプレイヤーが、一般流通版の仮面ライダークロニクルガシャットを単体で使用して変身する姿。資料によって仮面ライダーとして扱っているものと仮面ライダーとは異なる存在とするものが存在している。
ゲーマドライバーで変身できないため、レベルアップはできず、戦力は低く、エグゼイドたちのレベル1にも及ばない。初期装備としてライドウエポンを所持しているが、レアキャラである仮面ライダーたちから武器を奪って使う者もいた。
バグスターに敗れたライドプレイヤーはライダーゲージが0となって消滅してしまう。しかし仮面ライダークロニクルガシャットには説明書が付属しておらず、ゲーム内でのポッピーによるナビゲートのみであるため、ほとんどの変身者は衛生省が公表するまで消滅のリスクを知らなかった。また、変身者は適合手術を受けていないため、ガシャットで変身した時点からゲーム病を発症してしまう。ただし、特定のバグスターを倒すことでゲーム病は完治する。
- コンセプトは「ザコライダー的な存在」であり、「ザコといえばドングリカラー」ということで[35]、アーマーは茶色をしている。マスクのデザインはエグゼイド ゴーストゲーマーを、ボディはエグゼイドをそれぞれアレンジしている[85]。ゴーグルからのぞく眼は白目になっている[85]。

ツール
ライドウエポン
ソードモードとガンモードの2形態を持つ武器。初期装備なので、威力は低い。

### ライドプレイヤーニコ
西馬ニコが変身するライドプレイヤー。他のライドプレイヤーとは異なり、頭には彼女が愛用しているキャップを装着し、手にはリストバンドを付け、胸にはニコのトレードマークのワッペンを貼り付け、背中にバックパックを背負っている。
ニコのプロゲーマーとしての才能・実力があるため他のライドプレイヤーよりスペック・戦闘力が高く、設定上はレベル5の仮面ライダーを上回っている。
バグスターを倒し、クリアの証であるガシャットロフィーを手にできるのはライドプレイヤーだけであり、仮面ライダーにはその資格がない。そのため仮面ライダークロニクルの攻略において、ニコの存在が大きな意味を持つことになった。
必殺技
ライダークリティカルフィニッシュ以外の技名は本人が命名・コールしている。
ニコクリティカルキック
風船を使って空へと浮遊し、そのまま急降下して敵に蹴りを放つ。
ニコクリティカルパンチ
敵に接近して隙を突いてアッパーカットを繰り出す。
ライダークリティカルフィニッシュ
ガシャコンマグナムハンドガンモードに仮面ライダークロニクルガシャットを装填することで発動する。ピンク色のエネルギー弾を発射する。

## テレビシリーズ以外の作品に登場する仮面ライダー
仮面ライダー風魔
南雲影成が変身する仮面ライダー。詳細は劇場版 仮面ライダーエグゼイド トゥルー・エンディング#仮面ライダー風魔を参照。

仮面ライダーゼイン
善意から生まれた人工知能「ゼイン」が宿った変身ベルト「ゼインドライバー」で変身する仮面ライダー。Web配信作品『仮面ライダーアウトサイダーズ』「ep.3 バトルファイトの再開とゼインの誕生」 - 「ep.7 アウトサイダーズと最期の戦い」、テレビシリーズ『仮面ライダーガッチャード』第33話「伝説ライダー？100年早いな！」に登場。ep.3 - ep.5では桜井侑斗、ep.6・ep.7では侑斗だけでなく財団Xの幹部の1人であるエコルも変身する。
変身音声は「ゼインライズ！JUSTICE JUDGEMENT JAIL ZEIN Salvation of humankind」。
ゼインドライバーにより、歴代の仮面ライダーの技で戦う。
ツール
ゼインドライバー
ゼインの変身ベルト。ジョージ・狩崎がプロジェクトゼインに従って開発したドライバーに、ニコが特殊プログラム「仮面ライダークロニクル」をインストールすることで完成した。仮面ライダーゼインプログライズキーを装填することで変身し、歴代の仮面ライダーの力が記録されている「ゼインカード」を読み取ってシュレッダー状に裁断することで変身者にその力を与える。
仮面ライダーゼインプログライズキー
飛電インテリジェンスによる協力のもとで開発された、仮面ライダーゼインに変身するためのシステムデバイス（プログライズキー）。ゼインの概念が収納されている。
必殺技
ジャスティスオーダー
ゼインの必殺技。

仮面ライダーゼロスリー
仮面ライダーゼロツーと仮面ライダーアークゼロが新たなシンギュラリティに到達して誕生した、新たな仮面ライダー。『仮面ライダーアウトサイダーズ』「ep.5 創世の女神と第三のシンギュラリティ」 - 「ep.7 アウトサイダーズと最期の戦い」に登場。
変身音声は「ゼロスリーライズ！One：One prediction Two：Two intelligence Three：Three Circles Go! Beyond! one two three!仮面ライダーゼロスリー！Is there arc?」。
ゼロスリープログライズキーを1回押し込むことで、万物をプリントする能力を発動する。
- 仮面ライダーゼロワンの強化形態のようなデザインは仮面ライダーV3がモチーフとなっており、ポージングなどにもV3の要素が見られる。

ツール
飛電ゼロスリードライバー
ゼロスリーが使用するドライバー。
ゼロスリープログライズキー
ゼロスリーに変身するためのプログライズキー。
必殺技
ゼロスリービッグバン
ゼロスリーの必殺技。ゼロスリープログライズキーを2回押し込むことで発動する。

## ライダーガシャット
変身する際に使用するゲームカセット型のユニット。序盤では10種（プロトガシャットなどを除く）のゲームジャンルだったが、物語が進むにつれて増加している。起動スイッチを押すことで適合者の背面のホログラムモニタにゲームスタート画面が広がるが、適合者以外の人間が体内にバグスターウイルスを持っている場合、起動しようとするとウイルスを活性化させてしまい、ゲーム病を発症してしまう。
各ガシャットには幻夢コーポレーションが発売したゲームソフトと同じ名称がつけられており、変身後に使用するアイテムや広がるゲームエリアもそのゲームの内容に合わせたものになっている。
黎斗はガシャットについて「『ゲームマスター』である私にしか作れない、私だけのものだ」と主張しており、元々はバグスターに使わせようとしていた黒いガシャットをマイティブラザーズXXガシャットに変化させた永夢や、自らの手で開発させられなかったジュージューバーガーガシャットを完成させた作に対しては「勝手にガシャットを生み出した」と怒りを露にしていた。永夢たちの味方になってからは貴利矢や飛彩にライダーガシャットを渡した正宗にも同様の怒りを見せた。
仮面ライダーの頭部は各ガシャットに描かれたキャラクターをイメージした形状になっている。
- デザインは、当初コントローラーまたは小型ゲーム機をイメージしており、先端のクリアパーツはゲーム画面を表示するディスプレイと想定したものであった[10]。

| - マイティアクションX - (MIGHTY ACTION X)                    | ピンク        | アクションゲーム             | エグゼイド（永夢）                                                               | - 第3話で大我に奪われたが、第4話で貴利矢が取り返し永夢に渡している。 - 第13話で飛彩に没収されたが、第14話で返却された。 - 第19話でも飛彩が永夢から奪う形で2度も所持している。1度目は変身するために所持したが永夢に奪われ、2度目はファンタジーゲーマを引き付けるための囮としてエグゼイド（永夢）から強奪し、その後は元に戻った永夢に返却された。 |
| - タドルクエスト - (TADDLE QUEST)                            | 水色          | ファンタジーRPG              | ブレイブ（飛彩）                                                                 | - 第16話でゲンムに回収されるが、第19話で奪還している。 - 第40話で正宗に回収されるが、第41話でリセットされたことにより手元に戻る。 |
| - バンバンシューティング - (BANG BANG SHOOTING)              | 紺            | ガンシューティングゲーム     | スナイプ（大我）                                                                 | - 第15話では一時的に、ニコに奪われていた。第18話でゲンムに回収されるが、第21話で奪還している。 - 第40話で正宗に回収されるが、第41話でリセットされたことにより手元に戻る。 |
| - 爆走バイク - (BAKUSOU BIKE)                                | 黄            | レースゲーム                 | - レーザー（貴利矢） - →エグゼイド（永夢）                                       | - 第12話で貴利矢が死の直前に自身のゲーマドライバーと共に永夢に託した。 - 第13話で飛彩に没収されたが、第14話で永夢に返却された。 |
| - 爆走バイク - (BAKUSOU BIKE)                                | 黄            | レースゲーム                 | レーザーターボ（貴利矢）                                                         | - 上記のものとは別のガシャットでオリジンガシャットと同様の能力を有しており、バグスターとして復活した貴利矢がレーザーターボへの変身に使用している。 - 第40話で正宗に回収されるが、第41話でリセットされたことにより手元に戻る。 |
| - ゲキトツロボッツ - (GEKITOTSU ROBOTS)                      | 赤            | SFロボットバトルゲーム       | エグゼイド（永夢）                                                               | - 第8話でスナイプに奪われる。第10話にてスナイプが落とした際にレーザーが奪い、その後レーザーが落とした際にエグゼイドが奪還している。 - 第13話で飛彩に没収されたが、第14話で返却された。 |
| - ドレミファビート - (DOREMIFA BEAT)                         | 黄            | リズムゲーム                 | ブレイブ（飛彩）                                                                 | - 第8話でスナイプに奪われる。第10話にてスナイプが落とした際に奪還している。 - 第16話でゲンムに回収されるが、第23話でゲンムがゲームオーバーを迎えたため奪還している。 - 第40話で正宗に回収されるが、第41話でリセットされたことにより手元に戻る。 |
| - ギリギリチャンバラ - (GIRI GIRI CHAMBARA)                  | 黒            | チャンバラゲーム             | - レーザー（貴利矢） - →ゲンム（黎斗）                                           | - 第12話でゲンムがガシャコンスパローと共に回収したが、第23話でゲンムがゲームオーバーを迎えたためエグゼイド（永夢）が奪還している。 - VシネマではバグルドライバーIIと併用してレーザーXに変身する。 |
| - ジェットコンバット - (JET COMBAT)                          | 橙            | フライトシューティングゲーム | スナイプ（大我）                                                                 | - 第18話でゲンムに回収されるが、第23話でゲンムがゲームオーバーを迎えたため奪還している。 - 第40話で正宗に回収されるが、第41話でリセットされたことにより手元に戻る。 |
| - シャカリキスポーツ - (SHAKARIKI SPORTS)                    | 黄緑          | Xスポーツゲーム              | - ゲンム（黎斗） - →エグゼイド（永夢）                                           | - ゲンムが使用していたが、第11話でエグゼイドが攻略し入手。 - 第13話で飛彩に没収されたが、第14話で永夢に返却された。 |
| - ドラゴナイトハンターZ - (DRAGO KNIGHT HUNTER Z)            | 金            | ハンティングアクションゲーム | - エグゼイド（永夢） - スナイプ（大我） - ブレイブ（飛彩） - レーザー（貴利矢）  | - 第9話で永夢が黎斗から託された未完成の状態のガシャットに、撃破したプロトハンターゲーマのデータを回収して完成させた。 - 複数人で使用する際は、人数分の仮想ガシャットに分裂し、装備を共有することが可能となる。 - 第13話で飛彩に没収されたが、第14話で永夢に返却された。 - 第15話でスナイプに奪われ、第18話でゲンムに回収されたが、第19話でブレイブが奪還している。 |
| - デンジャラスゾンビ - (DANGEROUS ZOMBIE)                    | 白            | ホラーゲーム                 | ゲンム（黎斗）                                                                   | - 第11話でゲンム（黎斗）が自身の死のデータをガシャコンバグヴァイザーで白いブランクガシャットに加えて完成させた。 - 何の備えもなくゲーマドライバーに挿入するとライダーゲージを大幅に減少させる効果があるため、奪い取ったつもりになったレーザーが使用を試みた際は彼を瀕死に追い込んだ。 - 第23話でパラドによりガシャコンバグヴァイザーと同時に奪い取られたが、第31話でゲンムが奪還している。 |
| - マイティブラザーズXX - （MIGHTY BROTHERS XX）              | オレンジ/青緑 | アクションゲーム             | エグゼイド（永夢）                                                               | - 冬の劇場版に先行登場。 - 冬の劇場版ではマイティアクションXガシャットとプロトマイティアクションXガシャットをゲーマドライバーのスロットに装填してレバーを右に引いた後に合わさったことで生み出され、戦闘後は元の2つのガシャットに戻った。 - テレビシリーズでは、本来ガシャットギアデュアル開発のために使用するデータ収集用の黒いブランクガシャットであったが、第13話でパラドから永夢に手渡され彼自身のデータを取り込み変化させることで生み出した。 - 変身の際は差し込んだだけでは変身せず、ゲーマドライバーのレバーを引くことで変身完了となる。 |
| - ジュージューバーガー - (JU JU BURGER)                      | 黄色/赤       | アクションゲーム             | エグゼイド（永夢）                                                               | - 小星作によって製作されたガシャット。 - 作からバガモンを守ることを条件にエグゼイドに譲渡され使用していたが、パラドクスに回収される。 |
| - マキシマムマイティX - (MAXIMUM MIGHTY X)                   | 銀            | アクションゲーム             | エグゼイド（永夢）                                                               | - 第22話で飛彩と大我が貴利矢の遺したリプログラミングシステムを組み込み、起動に失敗した銀色のブランクガシャットを、第23話で永夢が自身のデータを取り込み変化させることで完成させた。 - ゲーマドライバーに装填してドライバーのレバーを引くとレベル2への変身と同時にマキシマムゲーマを召喚し、ガシャットの上部のアーマライドスイッチを押すことで変身する。 - ハイパームテキガシャットと併用することでムテキゲーマーに変身する。 |
| - 仮面ライダークロニクル - (RIDER CHRONICLE)                 | 黒/黄緑       | サバイバルゲーム             | - クロノス（正宗） - ゲムデウスクロノス（正宗）                                  | - 仮面ライダークロニクルのマスターガシャット。 - 当初は、黎斗がマスターガシャットを製作・所持していたが彼の死後はパラドが引き継ぎ、グラファイトとポッピーを含む10体のバグスターを取り込むことで完成させた。 - 正宗は恋がバグルドライバーIIとともに幻夢コーポレーションの社長室に保管していたマスターガシャットを用いてクロノスに変身する。また、マスターガシャットには仮面ライダークロニクル内でプレイヤーとして登録されているバグスターを任意で消滅・削除させる機能も持つ。 - 黎斗によるとマスターガシャットを破壊するとゲームは強制終了となり、患者はすべて治療されるという。 - 第40話でエグゼイドとパラドクスにより破壊されるが、リセットされたことにより復元され最終話で自ら破壊する。 |
| - 仮面ライダークロニクル - (RIDER CHRONICLE)                 | 黒/黄緑       | サバイバルゲーム             | - ライドプレイヤーニコ（ニコ） - ライドプレイヤー（一般市民） - クロノス（大我） | - プレミアムバンダイ限定商品。 - マスターガシャットを元にして新作ゲームとして一般販売された一般流通版。一般流通版は起動させることにより、使用者をライドプレイヤーに変身させる。 - 第43話では大我がCRにあった患者から回収したガシャットとニコのガシャットをゲーマドライバーで使用する。 |
| - ときめきクライシス - (TOKIMEKI CRISIS)                     | ピンク/白     | 恋愛シミュレーションゲーム   | ポッピー（ポッピーピポパポ）                                                     | 第25話で恋がバグルドライバーIIとともにポッピーピポパポに渡した。 |
| - タドルレガシー - (TADDLE LEGACY)                           | 白/金         | ロールプレイングゲーム       | - トゥルーブレイブ（ゲーム世界の飛彩） - ブレイブ（飛彩）                        | - タドルクエストのバージョンアップ版。 - 仮面ライダー×スーパー戦隊 超スーパーヒーロー大戦に先行登場し、ゲーム世界の飛彩がトゥルーブレイブに変身する際に使用した。 - テレビシリーズでは第35話にて登場。正宗が飛彩に自らの協力に対する見返りとして提供した。強い覚悟がないと変身できない仕様になっており、第36話での使用時には飛彩の精神が不安定で覚悟が決まらなかったため変身できず、テレビシリーズでの初変身は第37話まで待つこととなった。 - 第40話で正宗に回収されるが、第41話でリセットされたことにより手元に戻る。 |
| - ハイパームテキ - (HYPER MUTEKI)                            | 金            | 無双アクションゲーム         | エグゼイド（永夢）                                                               | - 第35話で黎斗が完成させた強化変身用ガシャット。 - レベル99の状態でマキシマムマイティXガシャットの横に合体させるように装填してから、ガシャット上面のスイッチを押下することで前面の扉が展開して変身する。 - エグゼイド以外のライダーもゲーマドライバーの左のスロットに横に突き出た十字の星MTKサーキットボードを装填する形で挿入し、レバーを引くと10秒間だけ無敵モードになれる。 - 第40話で正宗によってリセットされ消滅するが、続く第41話で黎斗が新たにセーブのエナジーアイテムを生み出す機能を追加して再び完成させた。 |
| - ドクターマイティXX - (DOCTOR MIGHTY XX)                    | 白            | 不明                         | エグゼイド（永夢）                                                               | - 黎斗と貴利矢が協力して作り上げた新たなワクチンガシャット。 - コンティニューを繰り返すことでゲムデウスウイルスの抗体を得た黎斗の体内で培養されたゲムデウスワクチンのプログラムが組み込まれており、ゲムデウスに対して効果的なダメージを与えるだけでなくゲムデウスウイルスを抑制する効果を持つ。しかし、使用者がバグスターであれば自らも消滅してしまう。 |
| テレビシリーズ以外の作品に登場                               |               |                              |                                                                                  | |
| - レッツゴー1号！ - (LET'S GO ICHI GOU!)                     | 水色          | 不明                         | エグゼイド（永夢）                                                               | - 「3年間ありがとう！東映ヒーローワールド感謝祭ファイナル」およびプレミアムバンダイ限定。 - ガンバライジングのみ登場 |
| - ドレミファビート - ポッピーピポパポver. - (DOREMIFA BEAT)  | ピンク        | リズムゲーム                 | 不明                                                                             | - プレミアムバンダイ限定品。 - 変身音など全ての音声がポッピーピポパポの特別仕様になっている。 |
| - 冒険野郎クウガ - (ADVENTURE GUY KUUGA)                     | 赤/黄色       | 不明                         | エグゼイド（永夢）                                                               | - プレミアムバンダイ限定品。 - 『仮面ライダーゲンム』に登場。 - 詳しくは仮面ライダー平成ジェネレーションズ Dr.パックマン対エグゼイド&ゴーストwithレジェンドライダー#仮面ライダーエグゼイド［裏技］仮面ライダーゲンムを参照。 - 専用フォームはガンバライジングのみ登場。 |
| - 太陽のアギト - (AGITO OF THE SUN)                          | 黒/黄色       | 不明                         | ゲンム（黎斗）                                                                   | - プレミアムバンダイ限定品。 - 『仮面ライダーゲンム』に登場。 - 詳しくは仮面ライダー平成ジェネレーションズ Dr.パックマン対エグゼイド&ゴーストwithレジェンドライダー#仮面ライダーエグゼイド［裏技］仮面ライダーゲンムを参照。 - 専用フォームはガンバライジングのみ登場。 |
| - ミラーラビリンス龍騎 - (MIRROR LABYRINTH RYUKI)            | 灰/赤         | 不明                         | エグゼイド（永夢）                                                               | - プレミアムバンダイ限定品。 - 『仮面ライダーゲンム』に登場。 - 詳しくは仮面ライダー平成ジェネレーションズ Dr.パックマン対エグゼイド&ゴーストwithレジェンドライダー#仮面ライダーエグゼイド［裏技］仮面ライダーゲンムを参照。 - 専用フォームはガンバライジングのみ登場。 |
| - モシモシファイズ - (MOSHI MOSHI FAIZ)                      | 灰/黄色       | 不明                         | ゲンム（黎斗）                                                                   | - プレミアムバンダイ限定品。 - 『仮面ライダーゲンム』に登場。 - 詳しくは仮面ライダー平成ジェネレーションズ Dr.パックマン対エグゼイド&ゴーストwithレジェンドライダー#仮面ライダーエグゼイド［裏技］仮面ライダーゲンムを参照。 - 専用フォームはガンバライジングのみ登場。 |
| - キングオブポーカー ブレイド - (KING OF POKER BLADE)        | 青/灰         | 不明                         | ゲンム（黎斗）                                                                   | - プレミアムバンダイ限定品。 - 『仮面ライダーゲンム』に登場。 - 詳しくは仮面ライダー平成ジェネレーションズ Dr.パックマン対エグゼイド&ゴーストwithレジェンドライダー#仮面ライダーエグゼイド［裏技］仮面ライダーゲンムを参照。 - 専用フォームはガンバライジングのみ登場。 |
| - 太鼓マスター響鬼 - (TAIKO MASTER HIBIKI)                   | 紫/赤         | 不明                         | ゲンム（黎斗）                                                                   | - プレミアムバンダイ限定品。 - 『仮面ライダーゲンム』に登場。 - 詳しくは仮面ライダー平成ジェネレーションズ Dr.パックマン対エグゼイド&ゴーストwithレジェンドライダー#仮面ライダーエグゼイド［裏技］仮面ライダーゲンムを参照。 - 専用フォームはガンバライジングのみ登場。 |
| - 昆虫大戦争カブト - (INSECT WARS KABUTO)                    | 赤/水色       | 不明                         | エグゼイド（永夢）                                                               | - プレミアムバンダイ限定品。 - 『仮面ライダーゲンム』に登場。 - 詳しくは仮面ライダー平成ジェネレーションズ Dr.パックマン対エグゼイド&ゴーストwithレジェンドライダー#仮面ライダーエグゼイド［裏技］仮面ライダーゲンムを参照。 - 専用フォームはガンバライジングのみ登場。 |
| - 時空特急電王 - (TIME EXPRESS DEN-O)                        | 白/赤         | 不明                         | ゲンム（黎斗）                                                                   | - プレミアムバンダイ限定品。 - 『仮面ライダーゲンム』に登場。 - 詳しくは仮面ライダー平成ジェネレーションズ Dr.パックマン対エグゼイド&ゴーストwithレジェンドライダー#仮面ライダーエグゼイド［裏技］仮面ライダーゲンムを参照。 - 専用フォームはガンバライジングのみ登場。 |
| - ドキドキ魔界城キバ - (DOKI DOKI MAKAI CASTLE KIVA)         | 黄色/赤       | 不明                         | エグゼイド（永夢）                                                               | - プレミアムバンダイ限定品。 - 『仮面ライダーゲンム』に登場。 - 詳しくは仮面ライダー平成ジェネレーションズ Dr.パックマン対エグゼイド&ゴーストwithレジェンドライダー#仮面ライダーエグゼイド［裏技］仮面ライダーゲンムを参照。 - 専用フォームはガンバライジングのみ登場。 |
| - バーコードウォーリア ディケイド - (BARCODE WARRIOR DECADE) | マゼンタ/黒   | 不明                         | - エグゼイド（永夢） - ゲンム（黎斗）                                            | - プレミアムバンダイ限定品。 - 『仮面ライダーゲンム』に登場。 - 詳しくは仮面ライダー平成ジェネレーションズ Dr.パックマン対エグゼイド&ゴーストwithレジェンドライダー#仮面ライダーエグゼイド［裏技］仮面ライダーゲンムを参照。 - 専用フォームはガンバライジングのみ登場。 |
| - 名探偵ダブル - (DETECTIVE DOUBLE)                          | 緑/黒         | 不明                         | エグゼイド（永夢）                                                               | - 『仮面ライダーゲンム』に登場。 - 詳しくは仮面ライダー平成ジェネレーションズ Dr.パックマン対エグゼイド&ゴーストwithレジェンドライダーを参照。 - 専用フォームはガンバライジングのみ登場。 |
| - ジャングルオーズ - (JUNGLE OOO)                            | 緑/黄色       | 不明                         | ゲンム（黎斗）                                                                   | - 『仮面ライダーゲンム』に登場。 - 詳しくは仮面ライダー平成ジェネレーションズ Dr.パックマン対エグゼイド&ゴーストwithレジェンドライダーを参照。 - 専用フォームはガンバライジングのみ登場。 |
| - スペースギャラクシー フォーゼ - (SPACE GALAXY FOURZE)      | 白/黒         | 不明                         | ゲンム（黎斗）                                                                   | - 『仮面ライダーゲンム』に登場。 - 詳しくは仮面ライダー平成ジェネレーションズ Dr.パックマン対エグゼイド&ゴーストwithレジェンドライダーを参照。 - 専用フォームはガンバライジングのみ登場。 |
| - マジックザウィザード - (MAGIC THE WIZARD)                  | 黒/赤         | 不明                         | ゲンム（黎斗）                                                                   | - 『仮面ライダーゲンム』に登場。 - 詳しくは仮面ライダー平成ジェネレーションズ Dr.パックマン対エグゼイド&ゴーストwithレジェンドライダーを参照。 |
| - 刀剣伝ガイム - (TOUKENDEN GAIM)                            | 紺/橙色       | 不明                         | エグゼイド（永夢）                                                               | - 『仮面ライダーゲンム』に登場。 - 詳しくは仮面ライダー平成ジェネレーションズ Dr.パックマン対エグゼイド&ゴーストwithレジェンドライダーを参照。 |
| - フルスロットルドライブ - (FULL THROTTLE DRIVE)             | 赤            | 不明                         | エグゼイド（永夢）                                                               | - 『仮面ライダーゲンム』に登場。 - 詳しくは仮面ライダー平成ジェネレーションズ Dr.パックマン対エグゼイド&ゴーストwithレジェンドライダーを参照。 |
| - カイガンゴースト - (KAIGAN GHOST)                          | 黒/オレンジ   | 不明                         | エグゼイド（永夢）                                                               | - 「オール仮面ライダー ライダーレボリューション」限定版に同梱。 - 冬の劇場版と『仮面ライダーゲンム』に登場。 - 詳しくは仮面ライダー平成ジェネレーションズ Dr.パックマン対エグゼイド&ゴーストwithレジェンドライダーを参照。 |
| - ガンバライジング - (GANBARIZING)                           | 水色          | 不明                         | - コラボスバグスター - ゲンム（黎斗）                                            | - 『仮面ライダーゲンム』に登場。 - 詳しくは仮面ライダー平成ジェネレーションズ Dr.パックマン対エグゼイド&ゴーストwithレジェンドライダーを参照。 |
| - パックアドベンチャー - (PAC ADVENTURE)                     | 黄色          | アクションゲーム             | エグゼイド（永夢）                                                               | - 『仮面ライダーゲンム』に登場。 - 詳しくは仮面ライダー平成ジェネレーションズ Dr.パックマン対エグゼイド&ゴーストwithレジェンドライダーを参照。 |
| - ゼビウス - (XEVIOUS)                                       | 青            | シューティングゲーム         | スナイプ（大我）                                                                 | - 『仮面ライダーゲンム』に登場。 - 詳しくは仮面ライダー平成ジェネレーションズ Dr.パックマン対エグゼイド&ゴーストwithレジェンドライダーを参照。 |
| - ファミスタ - (FAMISTA)                                     | 赤            | 野球ゲーム                   | ブレイブ（飛彩）                                                                 | - 『仮面ライダーゲンム』に登場。 - 詳しくは仮面ライダー平成ジェネレーションズ Dr.パックマン対エグゼイド&ゴーストwithレジェンドライダーを参照。 |
| - 太鼓の達人 - (TAIKO NO TATSUJIN)                           | 山吹色        | リズムゲーム                 | エグゼイド（永夢）                                                               | - 『仮面ライダーゲンム』に登場。 - 詳しくは仮面ライダー平成ジェネレーションズ Dr.パックマン対エグゼイド&ゴーストwithレジェンドライダーを参照。 |
| - ナイトオブサファリ - (NIGHT OF SAFARI)                     | ベージュ      | 動物ハントゲーム             | - ブレイブ（飛彩） - エグゼイド（永夢）                                          | - 東映特撮ファンクラブ限定商品。 - 何者かが幻夢コーポレーションから盗み出し、永夢のポケットに忍ばせた。その後飛彩が浅倉との戦闘で気絶した永夢から入手した。浅倉との戦闘が終わった後財団Xの研究員に回収される。 - 『仮面ライダーブレイブ』に登場。 |
| - バンバンタンク - (BANG BANG TANK)                          | 青緑          | 戦車ゲーム                   | - スナイプ（大我） - スナイプニコ（ニコ）                                        | - 『仮面ライダースナイプ』とファイナルステージ、Vシネマに登場。 - ニコが株主特権で幻夢コーポレーションに開発を依頼した。開発に当たってボーズ・オブ・テラの反省が活かされており、ゲンムレベルXを倒すことができる。 |
| - ギャラクシアン - (GALAXIAN)                                | 青            | シューティングゲーム         | ブレイブ（飛彩）                                                                 | 超スーパーヒーロー大戦に登場。詳しくは仮面ライダー×スーパー戦隊 超スーパーヒーロー大戦を参照。 |
| - マイティクリエイターVRX - (MIGHTY CREATOR VRX)             | 白/水色       | VRアクションゲーム           | エグゼイド（永夢）                                                               | 夏の劇場版に登場。詳しくは劇場版 仮面ライダーエグゼイド トゥルー・エンディングを参照。 |
| - ハリケーンニンジャ - (HURRICANE NINJA)                     | 紺/白         | 忍者ゲーム                   | 風魔（影成）                                                                     | 夏の劇場版に登場。詳しくは劇場版 仮面ライダーエグゼイド トゥルー・エンディングを参照。 |
| - 仮面ライダービルド - (KAMEN RIDER BUILD)                   | 赤/青         | 不明                         | - ゲンム（黎斗） - →エグゼイド（永夢）                                           | - 仮面ライダービルドガシャットキャンペーンにて対象商品の購入者に配布。 - 第45話にて登場。詳しくは仮面ライダー平成ジェネレーションズ FINAL ビルド&エグゼイドwithレジェンドライダーを参照。 |
| - ノックアウトファイター2 - (KNOCK OUT FIGHTER 2)            | ピンク/橙     | 格闘ゲーム                   | エグゼイド（永夢）                                                               | - 『仮面ライダーパラドクス』に登場。 - 超全集特別版に付属。 - ナゾトキラビリンスにてドライバーに装填していた黒いブランクガシャットが永夢とパラドの友情に反応して変化した。 - 待機音声は「The strongest fist! “Round 2” Rock & Fire!」。 - 永夢がパラドと一体化した状態でドライバーに装填してからレバーを引くと、体がレベル39のエグゼイドとパラドクスに分離する。 |
| - ゴッドマキシマムマイティX - (GOD MAXIMUM MIGHTY X)         | 紫            | 不明                         | ゲンム（黎斗）                                                                   | - Vシネマに登場。 - Vシネマ限定版に付属。 |
| - マイティノベルX - (MIGHTY NOVEL X)                         | 白            | ノベルゲーム                 | エグゼイド（永夢）                                                               | - 小説『マイティノベルX』に登場。 - 本来はレベルアップ機能を持たず、戦闘用の機能はプログラミングされていなかったが、永夢が自身の遺伝子とパラドのバグスターウイルスを結合させてガシャットにデータを逆流させたことでレベルXへの変身機能が追加された。 |
| - 幻夢無双 - (GENM MUSOU)                                    | 紫            | 不明                         | ゲンム（黎斗）                                                                   | - スマートブレインと1000%のクライシスに登場。 - アークをラーニングした黎斗が作り出した。 |
| - マキシマムゾンビ - (MAXIMUM ZOMBIE)                        | 白/黒         | 不明                         | ゲンム（黎斗）                                                                   | アウトサイダーズep.5 創世の女神と第三のシンギュラリティに登場 |
| - ハイパー不滅 - (HYPER FUMETSU)                             | 銀/青         | 不明                         | ゲンム（黎斗）                                                                   | アウトサイダーズep.5 創世の女神と第三のシンギュラリティに登場 |

### ガシャットギアデュアル
黎斗が開発した、2種類のゲームを内蔵した大型のガシャット。パラドが所有する。中央部のダイヤルを変身に使用するゲームを上に回転させるとゲーム名の音声と共に待機音声が鳴り、実行スイッチを押すことでガシャットのウィンドウにグラフィックが表示された後ゲートを通過することでレベル50に変身する。この時ガシャットは単体で使用し、変身後はギアホルダーに装填される。またゲーマドライバーに装填してレバーを引くことでレベル99に変身することも可能。
ガシャットギアデュアルβは、飛彩と大我が兼用していた。第31話で黎斗が2本目を大我に託したことにより、兼用する必要がなくなった。
- ガシャット単体で変身するものであったため、ベルトのレバーに代わるギミックとして、ダイヤルを回して変身するものとなった[154]。このアクチュエーションダイヤルのモチーフは、パチンコのレバーである[153]。マイティブラザーズXXガシャットとの差別化を図るため、当初は別の形状にする案もあった[154]。

| 分類                           | 所持者                                | 備考 |
| ------------------------------ | ------------------------------------- | --- |
| ガシャットギアデュアル         | パラドクス（パラド）                  | パーフェクトパズルとノックアウトファイターが収録されている。 |
| ガシャットギアデュアルβ        | - ブレイブ（飛彩） - スナイプ（大我） | - タドルファンタジーとバンバンシミュレーションズが収録されている。 - 完成当初は黎斗が所持していたが、第19話でブレイブが奪取。第20話でスナイプに託して以降、第22話を除きスナイプが主に使用していた。第29話で再びブレイブが使用し、第31話以降はスナイプが2本目を手に入れ兼用が解消されたため正式にブレイブが所持している。 - 第35話で正宗に没収されるが、夏の劇場版の時点ではブレイブの手に渡っている。 |
| ガシャットギアデュアルβ        | スナイプ（大我）                      | 兼用解消のために黎斗が大我に渡したものであり、1本目と同様タドルファンタジーとバンバンシミュレーションズが収録されている。 |
| ガシャットギアデュアルアナザー | アナザーパラドクス（ブラックパラド）  | - Vシネマに登場。 - パーフェクトパズルとノックアウトファイターが収録されているが、色は黒い。 |

| 名称（括弧内は英字表記）                               | カラー | ゲームジャンル                   | メイン使用者                        | 備考 |
| ------------------------------------------------------ | ------ | -------------------------------- | ----------------------------------- | --- |
| - パーフェクトパズル - (PERFECT PAZZLE)                | 青     | パズルゲーム                     | パラドクス（パラド）                | ダイヤルを右に回すと「What's the next stage?」の待機音声が鳴り、ダイヤルを左、右の順に回してホルダーに装填して必殺技を発動すると「パーフェクトクリティカルコンボ！」の音声が流れる。                         |
| - ノックアウトファイター - (KNOCK OUT FIGHTER)         | 赤     | 格闘対戦ゲーム                   | パラドクス（パラド）                | ダイヤルを左に回すと「The strongest fist! “Round 1” Rock & Fire!」の待機音声が鳴り、ダイヤルを右、左の順に回してホルダーに装填して必殺技を発動すると「ノックアウトクリティカルスマッシュ！」の音声が流れる。 |
| - タドルファンタジー - （TADDLE FANTASY）              | 赤     | ファンタジーゲーム               | - ゲンム（黎斗） - ブレイブ（飛彩） | - タドルクエストのバージョンアップ版。 - ダイヤルを左に回すと「Let's going King of Fantasy!」の待機音声が鳴り、ファンタジーゲーマを召喚する。                                                                |
| - バンバンシミュレーションズ - (BANG BANG SIMULATIONS) | 紺     | ミリタリーシミュレーションゲーム | スナイプ（大我）                    | - バンバンシューティングのバージョンアップ版。 - ダイヤルを右に回すと「I ready for Battleship!」の待機音声が鳴り、シミュレーションゲーマを召喚する。                                                         |

### プロトガシャット
ネットムービー第2話で判明したライダーガシャットのプロトタイプで、各ガシャットとは別個に本体・ラベル共に黒い仕様となっている。プロトマイティアクションXガシャットのみ紫色だったが、第29話ではポッピーが他のガシャット同様、本体・ラベル共に黒い仕様となっているプロトマイティアクションXガシャットオリジンを発見している。プロトマイティアクションXガシャットを含め当初は10個存在しており、そのうちの9個（実際は全て）を黎斗が所持していた。
5年前にこのプロトガシャット10個からバグが発生し、そこから誕生したバグスターウイルスがゼロデイを引き起こした。
黎斗によればゲンムが所持するプロトマイティアクションXガシャットは何者かに盗まれたものであり、盗んだ人物がゲンムの正体ではないかと推測していたが、実際には黎斗が所持しており、彼自身がゲンムの正体だった。
強力なパワーを正規版よりも持つため、パラド曰く底知れない力を秘めているが、多大な負荷を使用者に掛けるリスクが存在し、使い続けると使用者は身を滅ぼす危険があり、適合手術を受けていない人間が変身すれば危篤状態に陥る。
また、復活した黎斗曰く、バグスターウイルスによって感染し、消失した人物はデータとしてそのバグスターに対応したプロトガシャットに保管されていると語っており、クロノスの力によって復活が可能となる。
当初は黎斗が所持・保管していたが、衛生省によって彼のアジトが立ち入り捜査にあった際に衛生省に差し押さえられる。その後、何者かに盗まれ、やがてその犯人が檀正宗であることが判明する。正宗に協力したふりをしていた貴利矢が全てのプロトガシャットを奪還した。ただし、ガシャット内のデータにはロックがかかっており、消滅した人々の復元には正宗の所持するマスターガシャットが必要である。その後、リセットの影響でプロトジェットコンバットガシャットとプロトシャカリキスポーツガシャット以外の全てのプロトガシャットが正宗の手元に戻っている。正宗の消滅後は衛生省が再び管理していたが、Vシネマにて黎斗が脱獄に伴いバグヴァイザーと共に強奪した。
『ガンバライジング』ではプロトガシャットを使用することで映像作品に登場していない形態も登場し、いずれの形態もボディあるいはゲーマのカラーリングがモノトーンカラーを基調としている。
- テレビシリーズ本編と映画、WEB動画をつなげる構想として制作されたもの[5]。

| 名称（括弧内は側面の英字表記）                          | カラー | ゲームジャンル               | メイン使用者                                                                   | 備考 |
| ------------------------------------------------------- | ------ | ---------------------------- | ------------------------------------------------------------------------------ | --- |
| - プロトマイティアクションX - (MIGHTY ACTION X)         | 紫     | アクションゲーム             | ゲンム（黎斗）                                                                 | プロトマイティアクションXガシャットキャンペーンにて対象商品の購入者に配布。 |
| - プロトタドルクエスト - (TADDLE QUEST)                 | 黒     | ファンタジーRPG              | ブレイブ（飛彩）                                                               | - ガンバライジングのキャンペーン品。 - ガンバライジングにも登場。 |
| - プロトバンバンシューティング - (BANG BANG SHOOTING)   | 黒     | ガンシューティングゲーム     | スナイプ（大我）                                                               | - スナイプ（大我）が5年前に使用していた。 - ユニクロキャンペーンに付属。 - 仮面ライダースナイプにも登場。 |
| - プロト爆走バイク - (BAKUSOU BIKE)                     | 黒     | レースゲーム                 | エグゼイド（永夢）                                                             | - 『仮面ライダーレーザー』にも登場。 - テレビシリーズでは、第34話で正宗が貴利矢を復活させる際に使用した。 |
| - プロト爆走バイク コンビ復活ver. - (BAKUSOU BIKE)      | 黒     | レースゲーム                 | エグゼイド（永夢）                                                             | 仮面ライダーレーザーに登場。プロト爆走バイクガシャットが永夢の想いで変化したものでラベルがカラーになっており、描かれたバイクの搭乗者がマイティになっている。                                                                                |
| - プロトゲキトツロボッツ - (GEKITOTSU ROBOTS)           | 黒     | SFロボットバトルゲーム       | - ロボルバグスター（来瀬荘司） - コラボスバグスター                            | 冬の劇場版、『仮面ライダーゲンム』にも登場。 |
| - プロトドレミファビート - (DOREMIFA BEAT)              | 黒     | リズムゲーム                 | ブレイブ（飛彩）                                                               | ガンバライジングにも登場。 |
| - プロトギリギリチャンバラ - (GIRI GIRI CHAMBARA)       | 黒     | チャンバラゲーム             | - ギリルバグスター（武田上葉） - コラボスバグスター - レーザーターボ（貴利矢） | 冬の劇場版、『仮面ライダーゲンム』にも登場。 |
| - プロトジェットコンバット - (JET COMBAT)               | 黒     | フライトシューティングゲーム | レーザーターボ（貴利矢）                                                       | |
| - プロトシャカリキスポーツ - (SHAKARIKI SPORTS)         | 黒     | Xスポーツゲーム              | - ゲンム - レーザーターボ（貴利矢）                                            | 『仮面ライダーレーザー』にも登場。 |
| - プロトドラゴナイトハンターZ - (DRAGO KNIGHT HUNTER Z) | 黒     | ハンティングアクションゲーム | - グラファイト - ドラルバグスター（竜崎一成）                                  | - グラファイトが自身の体に直接挿入して使用していた。 - その後はパラドが回収。 - 第8話では音声が「ドラゴナイトハンター」になっていた。 - 冬の劇場版にも登場。 - 第32話で小姫のセーブデータがこのガシャットに保存されていることが明かされる。 |

### オリジンガシャット
プロトガシャット以前に製作されたプロトタイプα版のガシャット。これを使用して変身すると、レベル0の形態となる。レベル0は「無の力」を意味し、展開したゲームエリアに存在するウイルスを抑制する効果が特別にプログラミングされており、プレイヤーの感染率を下げることで、安全にプレイすることが出来る。
黎斗はこのガシャットを作成することで、仮面ライダークロニクルを作成しようとしていた。
| 名称（括弧内は側面の英字表記）                          | カラー | ゲームジャンル   | メイン使用者   | 備考                         |
| ------------------------------------------------------- | ------ | ---------------- | -------------- | ---------------------------- |
| - プロトマイティアクションXオリジン - (MIGHTY ACTION X) | 黒     | アクションゲーム | ゲンム（黎斗） | 第29話でポッピーが発見した。 |

## エナジーアイテム
ゲームエリアの展開時に出現するパワーアップ用のメダル型アイテム。ゲームエリア内のチョコブロックやドラム缶などを破壊したり宝箱などを開けることで出現する。第16話でパラドクスに統一されたため、メダルが直接拡散されるようになったが、第31話ではエグゼイドとゲンムがチョコブロックを出現させて、足場として利用していた。獲得することでメダルに描かれた絵柄に応じた様々な能力を一時的に得ることができる。混乱など、自分に不利益な効果を持つものも存在するが、バグスターやゲーマにも有効であるため使いこなし方次第で自分よりレベルが上の相手とも渡り合うことができる。
ゲームエリアによって絵柄の種類は様々だがそれを獲得できるライダーの指定は無いので、他のライダーが生成したゲームエリアにあるエナジーアイテムを獲得することもできる。また、クリスマスのように期間限定のレアエナジーアイテムも存在する。
第38話では、クロノスが全てのエナジーアイテムを掌握・管理したため、他のライダーは使用が不可となったが、第40話ではパラドクスが奪い取り、クロノスに対して使用した。
- チョコブロックは立体物とCGを併用している[194]。

| 名称         | 能力                                                                                       |
| ------------ | ------------------------------------------------------------------------------------------ |
| 高速化       | 高速で移動することができる。                                                               |
| 鋼鉄化       | 体を鋼鉄に変え、敵の攻撃を無効化する。                                                     |
| 挑発         | 敵を挑発し、自分に引きつける。                                                             |
| ジャンプ強化 | ジャンプ力が大幅にアップする。                                                             |
| マッスル化   | 体の筋肉を強化する。                                                                       |
| 縮小化       | 取得した者の体を大幅に縮小する。                                                           |
| 発光         | 全身を発光させ、相手を目晦ましさせる。暗黒の効果を打ち消す効果も持つ。                     |
| クリスマス   | ゲームエリアに雪を降らせ、取得した者の外見や衣装をクリスマス仕様に変える。                 |
| 伸縮化       | 手足を伸縮させる。                                                                         |
| 透明化       | 体を透明にする。                                                                           |
| 混乱         | 敵味方を見境無く攻撃するようになる。                                                       |
| 回復         | 攻撃で受けたダメージを一瞬で回復する。                                                     |
| 逆転         | 敵の体力などを自分のものと形勢を逆転させる。                                               |
| 巨大化       | 何10倍にも体を巨大化させる。                                                               |
| 分身         | 取得した者の分身体を出現させる。                                                           |
| 反射         | 目の前にバリアを展開して敵の攻撃を跳ね返す。                                               |
| セーブ       | 取得者のその時点での状態を維持し、リセットされても保存された状態から再開される。           |
| モノマネ     | 対象そっくりの姿へと変化する。                                                             |
| 暗黒         | 敵の周囲に暗闇を発生させ視界を遮る。                                                       |
| 終末         | 地割れを起こし敵を追尾するマグマを無数に噴火させる。エナジーアイテムの中で最も強力である。 |
| 幸運         | 運を味方につける。                                                                         |
| ランダム     | 無作為にアイテムの効果を引き当てる。                                                       |
| 液状化       | クロノスが所有していた。                                                                   |
| 睡眠         | クロノスが所有していた。                                                                   |
| 平面化       | クロノスが所有していた。                                                                   |
| 風船化       | クロノスが所有していた。                                                                   |
| ギャグ       | クロノスが所有していた。                                                                   |
| 魅了         | クロノスが所有していた。                                                                   |
| 相棒         | クロノスが所有していた。                                                                   |
| 予知         | クロノスが所有していた。                                                                   |
| 停止         | クロノスが所有していた。                                                                   |